# Az élet értelme (filozófia)
Az élet értelme általános filozófiai kérdés az emberi élet vagy létezés céljával, jelentőségével és értelmével kapcsolatban. A megfogalmazás több kapcsolódó kérdéssel kifejezhető, mint Miért vagyunk itt?, Miről szól az élet? és Mi értelme a létezés egészének?. Ezek megválaszolása számos filozófiai, tudományos és teológiai elméletnek volt tárgya a történelem során. Számos válasz született különböző kulturális és ideológiai háttérrel.
Az élet értelme mélyen keveredik a létezés, az öntudat, a boldogság filozófiai és vallási értelmezésével, és olyan elméleteket érint, mint a szimbolikus jelentés, ontológia, érték, cél, jó és rossz, szabad akarat, elméletek Istenről, Isten létezése, lélek, halál utáni élet. A tudományos munkák közvetettebbek, a világegyetemről való empirikus tények rögzítésével a tudomány keretet és változókat ad a kapcsolódó vitákhoz. Egy alternatív, nem kozmikus/vallási eredetű, emberközpontú kérdés a „Mi az én életemnek az értelme?” Az emberi lét értelmére vonatkozó kérdés értéke a végső valósággal, az önazonossággal vagy a szenteltség érzésével egyeztethető össze.

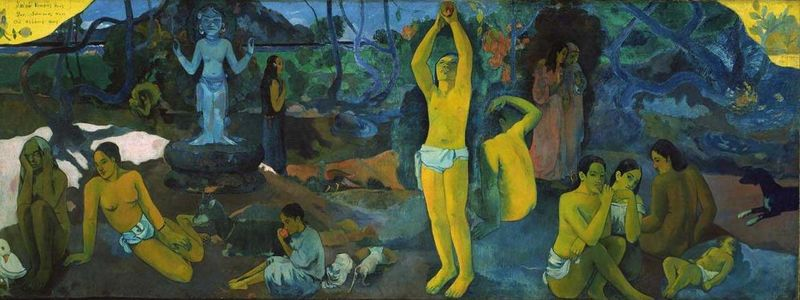
Honnan származunk? Mik vagyunk? Merre tartunk?
A poszt-impresszionista Paul Gauguin egyik leghíresebb festménye

## Kérdések

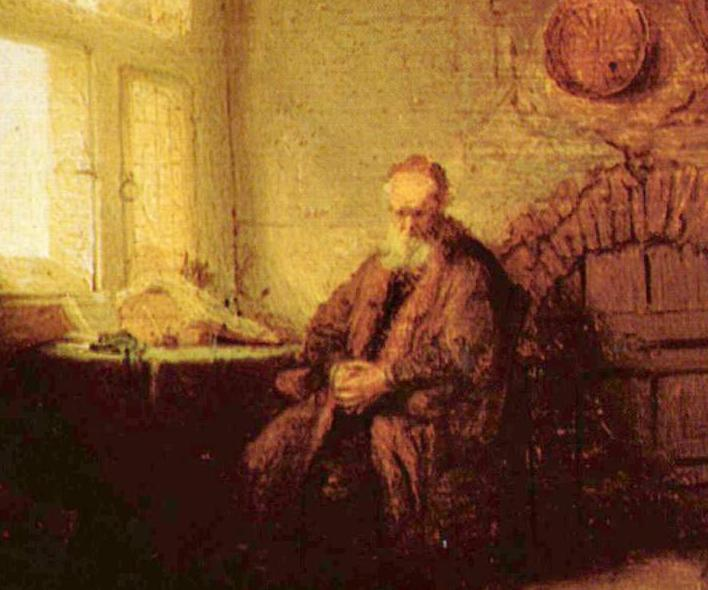
Meditáló filozófus (részlet) Rembrandttól

Az élet értelmével kapcsolatban többféle kérdést lehet feltenni, például
- Mi az élet értelme? Miről szól az egész? Kik vagyunk?[1][2][3][4][5][6][7]
- Miért vagyunk itt? Mi célból vagyunk mi itt?[7][8][9][10][11][12]
- Mi az élet eredete?[13]
- Mi az élet természete? Mi a valóság természete?[13][14][15]
- Mi az élet célja? Mi az egyén életének a célja?[4][7][14][16][17]
- Mi az élet jelentősége?[17]
- Mi értelmes és értékes az életben?[18]
- Mi az élet értéke?[19]
- Mi az oka az életnek? Mi célból élünk?[12][20]

A kérdésekre adott, egymással versengő válaszok és érvek széles köre a tudományos elméletektől, a filozófiai, teológiai és spirituális magyarázatokig terjed.

## Nyugati filozófiai nézőpontok
Az élet értelmének filozófiai megközelítései azok az ideológiák, melyek az életet az ideálokkal vagy az emberek által alkotott elvont fogalmakkal magyarázzák.

### Ókori görög filozófia

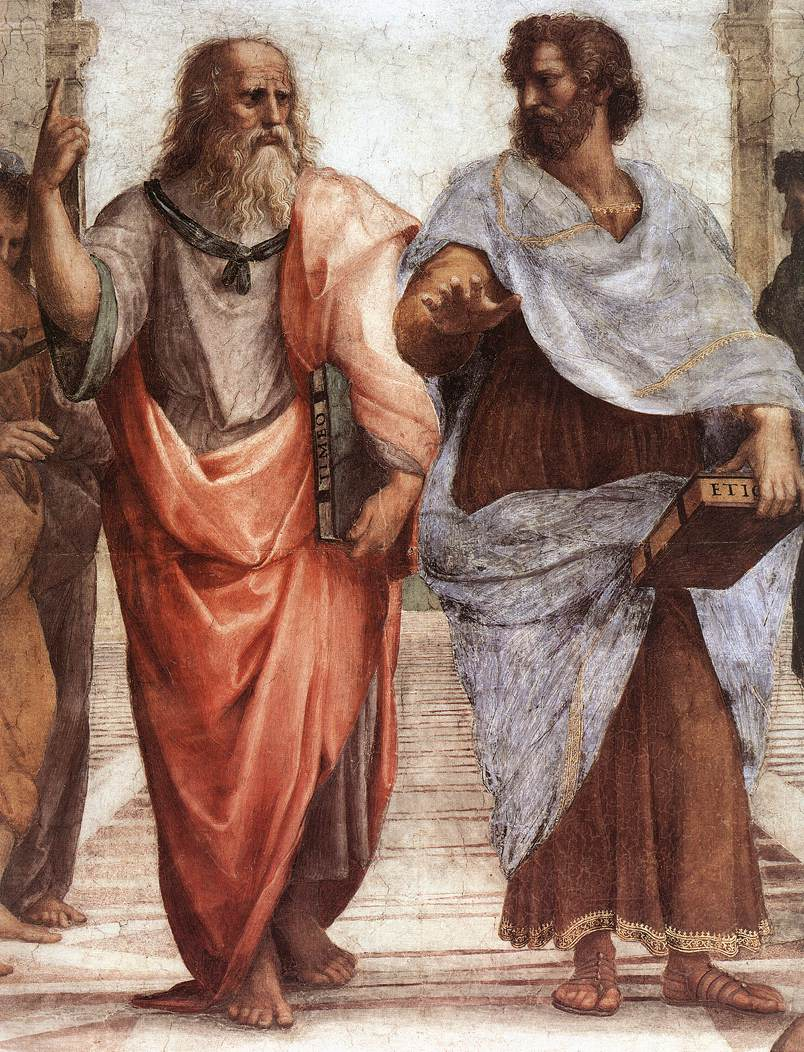
Platón és Arisztotelész az Athéni iskola freskón, Raffaellótól.

#### Platón
Platón egyike a legkorábbi, legbefolyásosabb filozófusoknak mind a mai napig – leginkább az egyetemlegesség létezéséről alkotott realista nézőpontjának köszönhetően. Az árnyak elméletében az egyetemleges dolgok fizikailag nem léteznek mint a tárgyak, hanem szellemként, mennybéli árnyakként. Az Államban Szókratész karakterének a dialógusa írja le az Isten alakját. Az Isten ideája az Isten ekgonos-a (leszármazottja), az istenség ideális, tökéletes természete, így az igazságosság abszolút mértéke.
A platonizmus korában az élet értelme a tudás legmagasabb szintjének megszerzésében rejlett, mely idea az Isten (árnyéka), amelyből minden jó és igazságos dolog haszna és értéke származik. Az ember létezése során köteles az Istent követni, de senki nem lehet sikeres ebben a törekvésben filozófiai érvelés nélkül, mely hozzásegít az igazi tudáshoz.

#### Arisztotelizmus
Arisztotelész, Platón egyik tanítványa, egy másik, korai, befolyásos filozófus volt, aki (mint a metafizika és episztemiológia) vitatta, hogy az etikai tudás nem bizonyos tudás, hanem általános tudás. Mivel ez nem egy elméleti tudomány, az egyénnek annak érdekében, hogy 'jó' legyen, tanulnia és gyakorolnia kell, így ha az egyén virtuózzá szeretne válni, nem elég csak azt tanulmányozni, hogy létezik virtus, virtuóznak is kell lennie, virtuóz cselekedeteken keresztül. Ennek érdekében Arisztotelész megalkotta a virtualitás fogalmát: 

„Minden mesterség és minden vizsgálódás, de éppúgy minden cselekvés és elhatározás is, nyilván valami jóra irányul. Helyes tehát az a megállapítás, hogy »jó az, amire minden irányul«.[...]
Mindennek célja van, és ez a cél a »jó«.”

– Nikomakhoszi etika 1.1

Ha az A cselekedet a B cél elérése érdekében történik, akkor a B célnak is van célja, legyen ez a C cél, és a C célnak is van célja, és így folytatódik a minta egészen addig, amíg valami meg nem állítja a végtelen fejlődést. Arisztotelész megoldása a legfőbb jó, mely a maga kedvéért kívánatos, önmaga célja. A legfőbb jó nem kívánatos valami más jó elérése céljából, és minden egyéb „jó” a maga kedvéért kívánatos. Ennek eredménye az eudaemonia elérése, amit általában „boldogságnak”, „jólétnek”, „kivirágzásnak” és „kiválóságnak” fordítanak.

„Mi a legfőbb jó minden cselekedetben? Úgyszólva, csaknem teljes a megegyezés; tanulatlan és tanult emberek egyaránt boldogságnak hívják, és a boldogságot egyenlőnek tekintik a jó és sikeres élettel. A boldogság értelmében azonban eltér a véleményük.”

– Nikomakhoszi etika 1.4

#### Cinizmus
A hellenisztikus időkben a cinista filozófusok szerint az élet célja, hogy erényes, a természettel összeegyeztethető életet éljünk. A boldogság az önhatékonyságtól, és a magasfokú szellemi magatartástól függ; a szenvedés a téves értékítélet következménye, mely negatív érzelmeket és ennek eredményeként bűnös jellemet eredményez.
A cinista élet elutasítja a hagyományos jólét, erő, egészség és hírnév utáni vágyat, szabaddá válva a konvencionális cselekedetek követése során szerzett tapasztalatok által. Gondolkodó teremtményként az ember szigorú képzéssel érheti el a boldogságot, az emberiség számára természetes élettel. A világ mindenkié, így a szenvedést az értékes és értéktelen szokások és társadalmi konvenciók szerinti téves megítélése eredményezi.

#### Kürénéi hedonizmus
A kürénéi hedonizmus, melynek alapítója Kürénéi Arisztipposz, egy korai Szókratészi iskola volt, mely Szókratész tanainak csak az egyik oldalát hangsúlyozta – mégpedig azt, hogy a boldogság az erkölcsi cselekedetek egyik vége, és hogy az öröm a legfőbb jó; tehát a hedonisztikus világnézet, amiben a testi örömök intenzívebbek, mint a szellemiek. A küreánusok előnyben részesítették az azonnali kielégülést a hosszú távon elérthez képest; a megtagadás kellemetlen boldogtalanság.

#### Epikureizmus

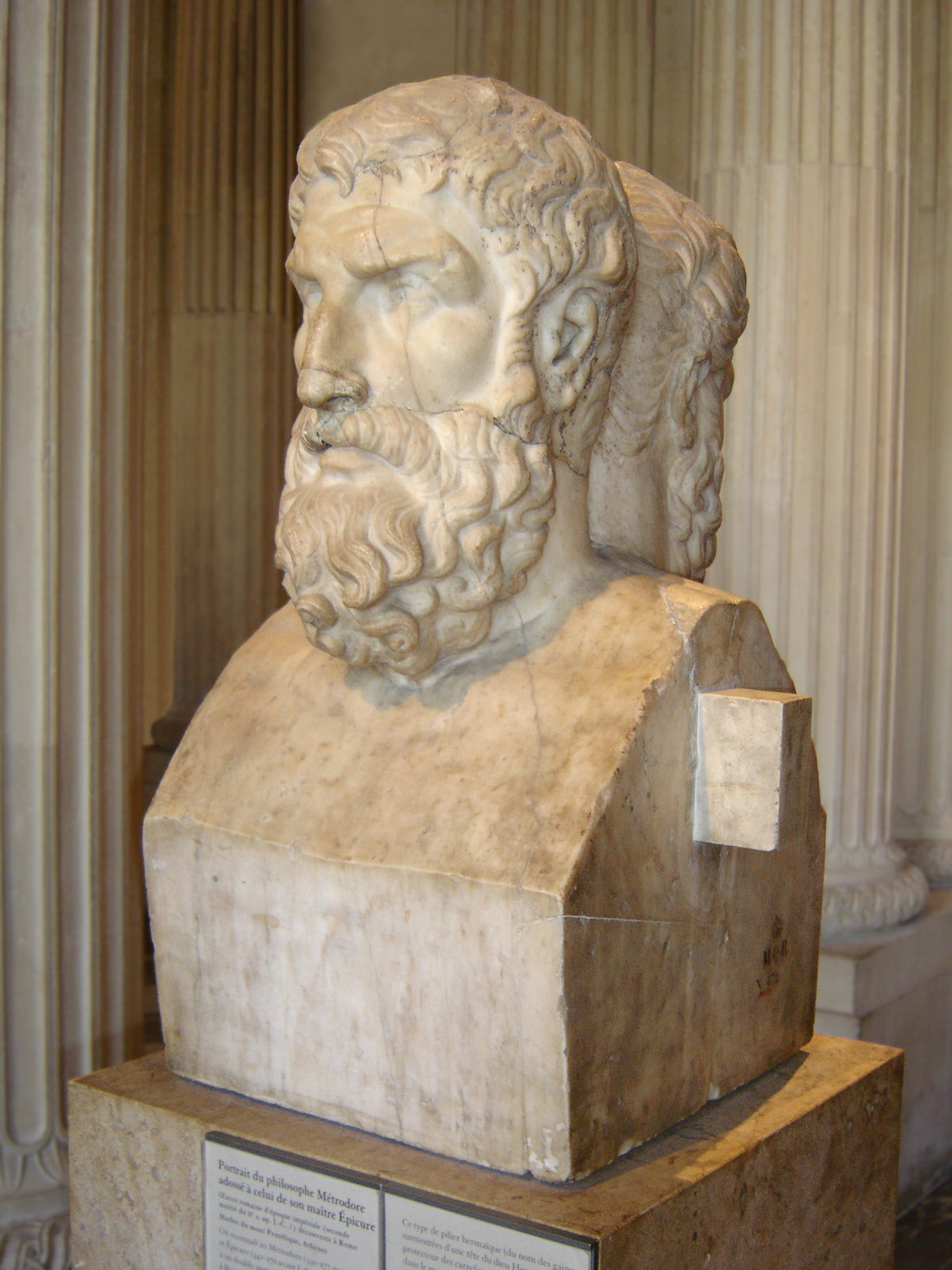
Epikurosz mellszobra tanítványával, Métrodórosz-szal szemben a Louvre-ban.

Epikurosz szerint a legfőbb jó a mérsékelt örömökben található, a nyugalmas és félelemtől mentes (ataraxia) állapotot tudással, barátsággal és erényes, mérsékelt élettel lehet elérni; a testi fájdalom (apónia) megszűnik a világ működésének, és az egyén vágyai határának az ismeretében. Összekapcsolva, a fájdalomtól és félelemtől való megszabadulás a boldogság legmagasabb formája. Az epikuristák által hirdetett egyszerű örömök élvezete a szextől és a vágytól részben aszkétikus tartózkodást jelent:
Amikor azt mondjuk, hogy ... az öröm a végső cél, nem a bőkezű, vagy érzéki örömökre gondolunk, ahogy azt néhány tudatlan, elfogult vagy önfejű félremagyarázás alapján tesszük. Örömön a testi fájdalom és a lélek gondjainak hiányát értjük. Nem az ivászatoknak és mulatságoknak töretlen sorozata, nem a szexuális vágy, és nem is a hal és egyéb luxus terítéken lévő ételek élvezete hoz kellemes életet; hanem a józan érvelés, minden választás és nem választás okának kivizsgálása, és minden olyan hiedelemnek a száműzése, mely által a legnagyobb zavar uralkodik el a lélekben.
Az élet epikuroszi értelmezése elutasítja a halhatatlanságot és misztikumot; van a lélek, de ugyanúgy mint a test, halandó. Nincs halál utáni élet, így nem kell félni a haláltól sem, mivel „a halál nem jelent semmit számunkra; ami felbomlik, érzékelése megszűnik, és amit nem érzünk, semmit nem jelent számunkra.”

#### Sztoicizmus
A sztoicizmus tanítása szerint az értelmes és erkölcsös életnek harmóniában kell lennie az univerzum isteni rendjével, amely magával vonja az egyén egyetemleges logos-ának (céljának), minden ember alapvető értékének a felismerését. Az élet értelme a szenvedéstől való megszabadulás az apatheia-n (görögül: απαθεια, szenvedésmentesség) keresztül, mely objektív, „józan ítéletű”, nem közömbös viselkedést jelent.
A sztoicisták elsődleges irányelvei az erény, indíték és természeti törvény, megmaradva a személyes önkontroll és a szellemi erő fejlesztésénél, melyek segítenek megszabadulni a romboló érzelmektől. A sztoikus nem akarja elfojtani az érzelmeket, csak a szellemi problémákat akarja elkerülni, a józan ítélet és belső nyugodtság fejlesztésével, szorgalmasan gyakorolt logika, elmélkedés és koncentráció által.
A sztoikus etika alapja, hogy maga a jó a lélekben lakozik, a bölcsességben és önkontrollban hitelesítve, így fejlesztve az egyén lelki jólétét: „Az erény az akaratban létezik, mely a természettel egyetértésben áll.” A szabály érvényes az egyén személyes kapcsolataira így: „harag, irigység és féltékenység mentesnek kell lenni”.

### A felvilágosodás filozófiája
A gyarmatosítás és a felvilágosodás megváltoztatták az európai filozófia természetét, valamint elterjesztették azt a világban. Az Isten iránti odaadás és alárendeltség nagyrészt kicserélődött az elidegeníthetetlen természetes (vagy Istenadta) jogok eszméjével és az értelem lehetőségeivel, a szeretet és könyörület egyetemes ideái utat nyitottak a szabadság, egyenlőség és állampolgárság polgári eszméinek. Az élet értelmének felfogása is megváltozott, kevésbé Isten és az emberiség, ehelyett inkább az egyén és a társadalom kapcsolatára összpontosítva. Ebben a korban elterjedtek azok az elméletek amelyek egyenrangúvá tették az értelmes létezést a társadalmi renddel.

#### Liberalizmus
A klasszikus liberalizmus a 17. és 18. században a növekvő, jómódú, vagyonosok osztálya és az Európát uraló, fennálló arisztokrata és vallásos rendek közti konfliktusokból kialakult eszmék összessége. A liberalizmus elidegeníthetetlen természetes jogokkal bíró létformaként osztályozza az emberiséget (amibe beletartozik a saját munkával létrehozott vagyon megtartásának joga), és eszközöket keresett a jogok közösségek közötti egyensúlyozásához. Nagyjából, az egyén szabadságát tekinti a legfontosabb célnak, mivel csak a szabadság biztosításával védhetők meg az egyéb alapvető jogok.
Sokféle formája és származtatása létezik a liberalizmusnak, de az élet értelméről való központi elgondolásuk visszavezethető három alapeszmére. A korai gondolkodók, mint John Locke, Jean-Jacques Rousseau és Adam Smith, a természeti állapotban látták az emberiség kezdetét, majd a munkaerőn és tulajdonon keresztül értelmet nyert a létezés, és végül a társadalmi szerződés segítségével olyan környezetet hoztak létre, amely támogatta a már elért eredményeket.

#### Kantianizmus

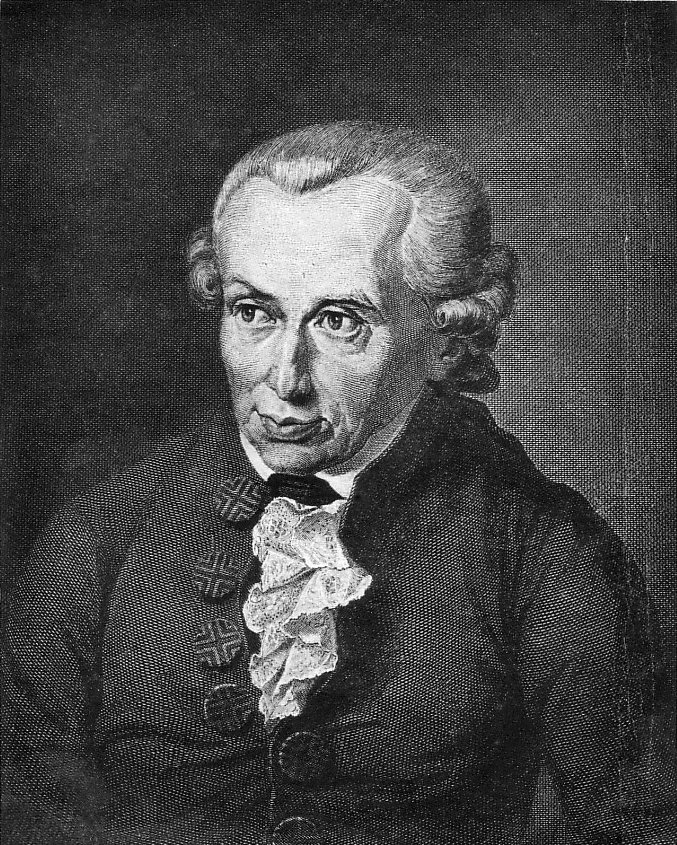
Immanuel Kant-ot a legbefolyásosabb gondolkodónak tartották a felvilágosodás korában.

A Kantianizmus filozófiája Immanuel Kant etikára, episztemiológiára és metafizikára épülő munkáin alapszik. Kant deontológiai elméletéről ismert, melyben egy erkölcsi kötelesség létezik, a „kategorikus imperatívusz”, mely a kötelesség fogalmából származik. A kantiánusok úgy gondolják, hogy minden cselekedet valami alapelvnek megfelelően történik, és ahhoz, hogy a cselekedetek etikusak legyenek, ragaszkodniuk kell a kategorikus imperatívuszhoz.
Egyszerűsítve, a teszt arról szól, hogy az egyénnek egyetemlegesítenie kell az alapelvet (képzeljük el, hogy minden ember e szerint cselekedett), és ezután látja, hogy még mindig megvalósítható-e az alapelv a világon, ellentmondás nélkül. Kant az Alapmunkában egy embert hoz példának, aki úgy kért kölcsön pénzt, hogy nem szándékozta visszafizetni. Ez egy ellentmondás, mivel abban az esetben, ha ez egy egyetemleges cselekedet lett volna, senki sem adott volna többet kölcsön pénzt, mivel tudta volna, hogy azt sohasem fogja visszakapni. Ennek a cselekedetnek az alapelve, Kant szerint, ellentmondást okoz az elgondolhatóságban (és így ellentmond a tökéletes kötelességnek).
Kant visszautasította azt is, hogy egy cselekedet következményei bármilyen módon hozzájárulnának azon cselekedet erkölcsi értékéhez. Azzal érvelt, hogy a fizikai valóság kívül áll az egyén teljes kontrollján, és így nem lehet felelős azokért az eseményekért, amik történnek benne.

### 19. századi filozófia

#### Utilitarizmus

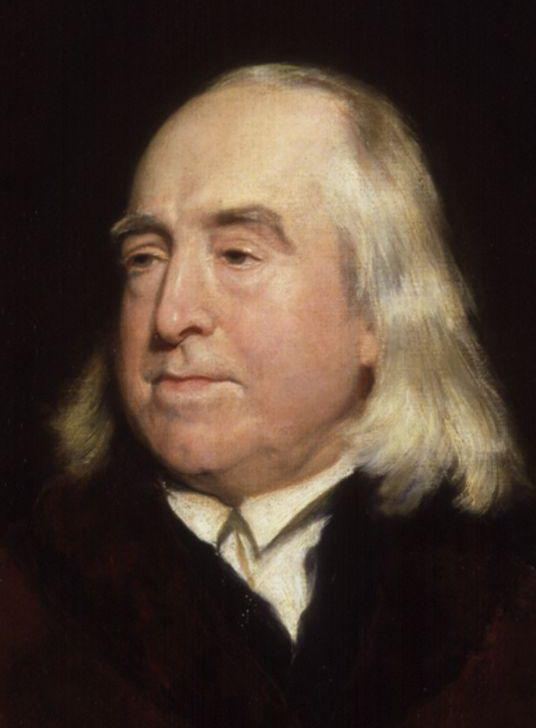
Jeremy Bentham

Az utilitarizmus eredete egészen Epikuroszig vezethető vissza, mint felfogás azonban Jeremy Benthamnak tulajdonítható, aki úgy találta, hogy a természet az emberiséget két önálló tanítónak rendelte alá, a fájdalomnak és az örömnek, majd, ebből a morális felfogásból kiindulva származtatta a hasznosság szabályát: jónak tekinthető az, ami a legnagyobb boldogságot okozza a legtöbb ember számára. Az élet értelmét mint a „legnagyobb boldogság alapelv” határozta meg.
Jeremy Bentham volt James Mill, a kor jelentős filozófusának, valamint John Stuart Mill apjának legfőbb támogatója. A fiatalabb Mill Bentham elvei alapján tanult, átírva és összefoglalva apjának több munkáját is.

#### Nihilizmus
A nihilizmus szerint az élet célzott értelem nélkül létezik.
Friedrich Nietzsche a nihilizmust a Föld, és főképp az emberi létezés kiüresítéseként határozta meg annak értelméből, céljából, érthető igazságából és alapértékeiből; még tömörebben: a nihilizmus a „legnagyobb értékek elértéktelenítését” jelenti. A nihilistát az Isten halott ideológia természetes eredményeként látva, és ragaszkodva ahhoz, hogy ezen túl kell lenni, a nihilista élettagadó értékeivel kapcsolatos kérdések új értelmet adnak a Földnek.
A nihilizmus elutasít minden hatalmi igényt a tudásra és igazságra, ezáltal a létezés jelentőségét az ismert igazság nélkül vizsgálja. A szubjektív és valószínűleg szavatolhatatlan értékhez való ragaszkodás helyett a nihilisták szerint: „nincs semminek sem értéke”, az erkölcsök értéktelenek, azok csupán a társadalom téves ideáljai.

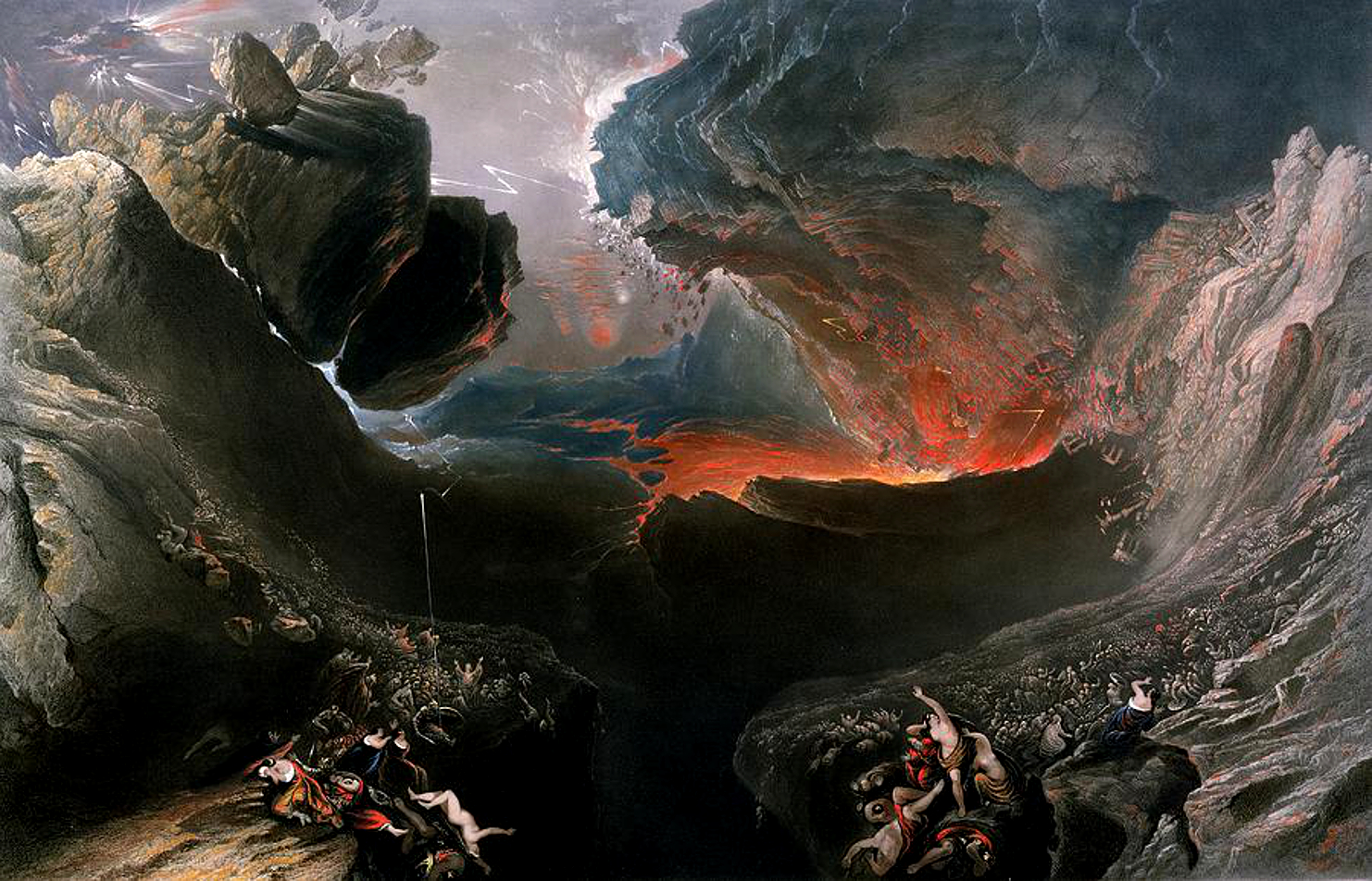
A világ vége, John Martintól

Martin Heidegger számára a nihilizmus egy olyan irányzat, ahol a létezés elfelejtődik, és értékké változik, más szavakkal, a létezés lecsökkentése az értékért cserébe. Nietzschéhez hasonlóan Heidegger is Isten halálában látta a nihilizmus lehetséges forrását:
Ha Isten, minden valóság szupra-érzékelő alapja és célja, halott; ha a gondolatok szupra-érzékelő világa elszenvedte kötelességeinek elvesztését, és mindezek felett, éltető és felépítő erejét, akkor nem marad más, amihez az ember ragaszkodhat, és ami által irányíthatja magát.
Albert Camus francia filozófus kijelenti, hogy az emberi állapot képtelensége, hogy az emberek külső értékeket és értelmet keresnek egy olyan világban, amelynek nincs, és amely számukra közömbös. Camus írt az érték-nihilistákról, például Meursaultról, valamint a nihilisztikus világban lévő értékekről, ahol az emberek igyekeznek „hősi nihilisztikussá” válni, a képtelenséggel szemben méltósággal élni, „világi szentségben”, testvéri együttérzésben, és fellázadni a világ közömbössége ellen, valamint meghaladni azt.

### 20. századi filozófia
Lásd: Analitikus filozófia, Kontinentális filozófia
A jelenkorban radikális változások tapasztalhatóak az ember létezés felfogásában. A modern tudomány nagyban újraírta az emberiség kapcsolatát a természettel, a gyógyászat és a technológia megszabadított a régebbi korok egyes betegségeitől, és a filozófiában – különösen a „nyelvi fordulat”  követően – megváltozott az elgondolása annak hogy milyen a kapcsolatuk az embereknek magukkal és egymással.
Az élet értelmének kérdése adott válaszokban hasonlóan nagy változások történtek: az emberi létezés biológiai és tudományos újraértékeléstől (mint a pragmatizmusban és a logikai pozitivizmusban), az életnek cselekvéssel értelmet adó elméleteken át (egzisztencializmus, humanizmus), a népszerű aforizmák és hitek széles választékáig melyek megpróbálnak megfogalmazni némi értelmet a létezésnek.

#### Pragmatizmus
A pragmatikus filozófusok szerint az élet praktikus és hasznos megértése fontosabb, mint a haszontalan absztrakt igazságok keresése az életről. Egy pragmatikusnak az élet értelme csak a tapasztaláson keresztül található meg.

#### Egzisztencializmus

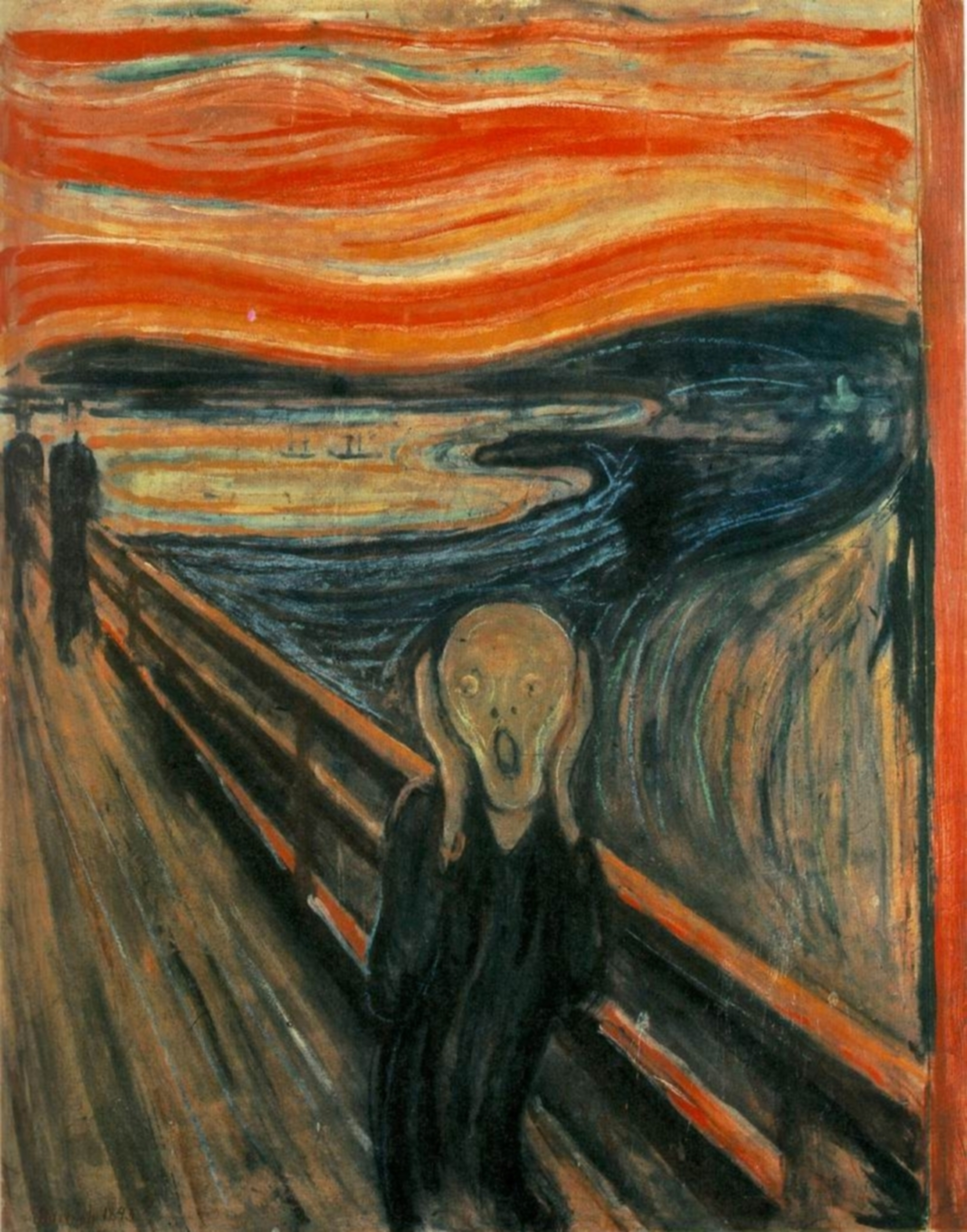
Edvard Munch A sikoly című képe az egzisztenciális félelem megjelenítése

Az egzisztencializmus szerint minden férfi és nő a saját életének lényegét (értelmét) hozza létre; az élet nincs földön túli istenség vagy földi hatalmasság által meghatározva, az egyén szabad. Ezáltal az egyén fő erkölcsi irányelvei a cselekvés, szabadság és a döntés, az egzisztencializmus tehát szemben áll a racionalizmussal és a pozitivizmussal. Az élet értelmének keresése során az egzisztencialista azt nézi, hogy az ember hol találhat értelmet az életében, olyan folyamatban, melyben csupán az okot felhasználni az értelem forrásaként nem elégséges; ez olyan érzelmeket kelt, mint az aggodalom és a félelem, érezhető a szabad akarat figyelembe vételében, és a halál elkísérő bizonyosságában. Jean-Paul Sartre szerint a létezés megelőzi a lényeget; az egyén életének (lényege) csak annak létrejötte után keletkezik.
Søren Kierkegaard a „szökésről” beszél, azzal érvel, hogy az élet tele van képtelenségekkel, és az egyénnek a saját értékeit egy közömbös világban kell megtalálnia. Az egyén értelmesen (kétségbeesés- és aggodalomtól mentesen) tud élni valami végeshez való feltétel nélküli elkötelezettségben, és ezt az értelmes életet az elkötelezettségnek szenteli, az ebben rejlő sebezhetőség ellenére.
Arthur Schopenhauer azzal a kijelentéssel válaszolt a „Mi az élet értelme?” kérdésre, hogy az egyén élete az egyén akaratát tükrözi, és az akarat (élet) egy célnélküli, észszerűtlen, és fájdalmas utazás. Az üdvözülés, megszabadítás és a szenvedéstől való megszabadulás az ízléses tervezéssel, a másokkal való együttérzéssel, és önsanyargatással érhető el.
Friedrich Nietzsche szerint csak akkor éri meg az életet élni, ha az egyén életét ösztönző célok vannak. Ennek megfelelően a nihilizmust („minden ami történik értelmetlen”) cél nélküliségnek tekintette. Állítása szerint az aszkétizmus elutasítja az egyén részvételét a világi létben; kijelentette, hogy az értékek nem tárgyszerű tények, melyek észszerűen szükségesek, egyetemleges kötelezettségeket jelentve: értékeléseink a világ értelmezései, és nem annak tényleges, önmagában való visszatükröződései, és így minden gondolat valamilyen szemszögből való.

#### Abszurdizmus
Az abszurdista filozófiában az Abszurd az egyén értelemkeresése és az univerzum nyilvánvaló értelmetlensége közti harmónia alapvető hiányából fakad. Mint egy értelem nélküli világban értelmet kereső élőlénynek, az embereknek három lehetőségük van az ellentmondás feloldására. Kierkegaard és Camus a megoldást A halálos betegség (1849) és Sziszüphosz mítosza (1942) című munkáikban írják le:
- Öngyilkosság (avagy, „elmenekülni a létezésből”): egy lehetőség, ahol a személy egyszerűen véget vet az életének. Mind Kierkegaard és Camus elveti a létjogosultságát ennek a lehetőségnek.
- Vallásos hit egy földön túli királyságban vagy lényben: a megoldás szerint az egyén olyan valóság létezésében hisz, mely az Abszurdon túlmutat, és így van értelme. Kierkegaard megállapítja, hogy bármely, az Abszurdon túliba vetett hitnek a nem érzékelhető és tapasztalatilag nem bizonyítható (ma leginkább a „hit szökésének” nevezett) dolognak észszerűtlen, de talán szükséges vallásos elfogadására van szüksége. Camus szerint ugyanakkor ez „pszichológiai öngyilkosság”.
- A képtelenség elfogadása: ez egy olyan válasz, melynél az egyén elfogadja sőt magáévá teszi az Abszurdot, és ennek ellenére folytatja az életét. Camus ezt a megoldást helyeselte, míg Kierkegaard „démoni őrültségnek” nevezte: „Leginkább azon a gondolaton dühöng, hogy az örökkévalóság a nyomorúságát elvenni ment bele a fejébe!”[39]

#### Humanizmus

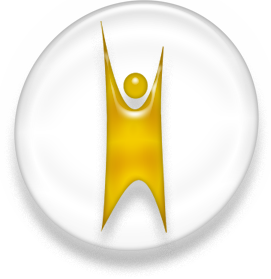
A „boldog ember” szimbolizálja a Szekuláris humanizmust

A szekuláris humanizmus szerint az emberi faj folyamatos szaporodás által segített, irányítás nélküli evolúciós előrehaladással jött létre, a természet szerves részeként, mely önmagától létezik. A tudás nem természetfeletti forrásból jött létre, hanem emberi megfigyelésekből, kísérletezésekből, és észszerű elemzésekből (a tudományos módszertan): a világegyetem természete olyan, amilyennek megismerjük. Hasonlóképpen, „az értékek és a valóság” „értelmes vizsgálat által” meghatározottak, és „megtapasztalás által ellenőrzött emberi szükségletekből és érdeklődésből fakadnak”, vagyis kritikus intelligencia által. „Amennyire tudjuk, a teljes személyiség egy társas és kulturális közegben tevékenykedő biológiai szervezet funkciója.”
Az emberek határozzák meg az ember célját, természetfeletti hatás nélkül; az emberi személyiség (általános tudat) tehát az emberi lény életének a célja; a humanizmus megpróbálja fejleszteni és kiteljesíteni: „A humanizmus megerősíti képességeinket és felelősségünket a személyes kiteljesedéssel teljes etikus élethez, mely az emberiség nagyobb javára törekszik”. A humanizmus célja a felvilágosult önérdek előmozdítása és a közös jó minden ember számára. Azon előfeltételekre épít, hogy az egyén boldogsága az emberiség, mint egész jólétével kibogozhatatlanul össze van kapcsolva, részben azért, mivel az emberek társas állatok, akik értelmet látnak a személyes kapcsolatokban, és mivel a kulturális haladás mindenki számára, aki része a kultúrának, előnyös.
A poszthumanizmus és transzhumanizmus (néha együtt használt) filozófiai alirányzatok a humanista értékek kiterjesztései. Az emberiség és minden élet legnagyobb fokú megvalósíthatóság felé történő előrehaladását kell keresni ahhoz, hogy a reneszánsz humanizmus a 21. századi technotudományos kultúrával összeegyeztethető legyen, vagyis minden élő teremtménynek joga van meghatározni a személyes és társas „élet értelmét”.
Humanisztikus-pszichoterapikus nézetből az élet értelmének kérdése átfogalmazható a „Mi az én életem értelme?” kérdésre Ahelyett, hogy a kozmikus vagy vallásos kérdésekre összpontosítanánk az átfogó céllal kapcsolatban, ez a megközelítés a kérdés erőteljes személyességet hangsúlyozza. Több kezelés során alkalmazott eljárás van erre a kérdésre, például Viktor Frankl a „dereflekciót” említi, ami nagyban átfordítja, és felhagy az állandó önmagunkra történő odafigyeléssel, az élettel való kapcsolatot erősítve. Egészében véve, a kezelések során alkalmazott eljárás lényege hogy az élet értelmével kapcsolatos kérdés az élettel való szoros kapcsolódás hatására elpárolog. A kérdés sokkal egyértelműbb aggályokba fordul mint például „Milyen tévhit hatása alatt állok?”, „Mi akadályoz meg abban hogy élvezzek dolgokat?”, „Miért nem figyelek a szeretteimre?". Lásd még: exisztencialista terápia és Irvin Yalom

#### Logikai pozitivizmus
A logikai pozitivizmus kérdése: „Mi az élet értelme?”, „Mi értelme van a kérdésnek?” és „Ha nincsenek tárgyi értékek, akkor az élet értelmetlen?” Ludwig Wittgenstein és a logikai pozitivizmus válasza:[forrás?] „Nyelvileg kifejezve a kérdés értelmetlen”; mivel az életben az „x értelme” kifejezés általában x következményeit, vagy x jelentőségét, vagy x figyelemre méltó részét stb. jelenti, így amikor az élet értelme, mint fogalom „x”-szel egyezik, az „x értelme” kifejezésben az állítás visszahatóvá válik, és emiatt képtelenséggé, vagy arra a tényre vonatkozik, hogy a biológiai élet szükséges ahhoz, hogy értelme legyen az életnek.
Egy ember életében az élet dolgai (emberek, események) az egész részeként nyernek értelmet (jelentőséget), viszont külön értelme az életnek önmagában, eltekintve azoktól a dolgoktól, nem megkülönböztethető. Egy személy életének az értelme (önmagának, másoknak) az elért eredményeiből, mint örökség, család, stb. következő életeseményeknek köszönhető, de az a kifejezés, hogy az életnek, önmagában, van értelme, a nyelv téves használata, mivel a jelentőség minden jegye, vagy következménye csak az életben értelmezhető (az élőhöz), így a kifejezés bemutatása hibás. Bertrand Russell leírta, hogy habár azt találta, hogy a kínzás utálata ugyan nem olyan, mint a brokkolié, viszont nem talált kielégítő, kísérleti módszert ennek bebizonyítására:
Ha pontosak szeretnénk lenni azzal kapcsolatban, hogy mit értünk azon, amikor azt mondjuk, hogy ez vagy az „az Isten”, nagy nehézségekbe ütközünk. Bentham hitvallása, hogy az Isten öröm, ádáz ellentétet ébreszt fel, és a disznók filozófiájának nevezték. Sem ő, sem ellenzői nem jutottak egyezségre. Egy tudományos kérdés szerint mindkét oldal számára lehet bizonyítékokat előhozni, és a végén az egyik oldal tűnik majd jobban alátámasztottnak - vagy, ha nem ez történik, akkor a kérdés eldöntetlen marad. Viszont egy kérdésben, hogy vagy ez vagy az a végső Isten, sehogy sincs bizonyíték; mindegyik vitázót csak a saját érzelmei vezérlik, és ugyanazon szónoki eszközöket fogják használni és hasonló érzelmeket fognak felkavarni másokban ... Az „értékekkel” kapcsolatos kérdések - vagyis hogy mi jó vagy mi rossz saját szempontból, hatásaitól függetlenül - a tudomány területén kívülre esik, mivel a vallás védelmezői határozottan érvényesülnek. Úgy vélem, hogy ebben igazuk van, de egy további következtetést is felállítok, melyet nem vázolnak, mégpedig azt, hogy az „értékekkel” kapcsolatos kérdések teljesen a tudás tárgykörén kívül esnek. Azaz, amikor azt állítják, hogy ennek vagy annak „értéke” van, a saját érzelmeinknek adunk hangsúlyt, nem pedig egy ténynek, mely akkor is igaz kell hogy legyen, ha érzelmeink eltérnek.

#### Posztmodernizmus
A posztmodernista gondolkodás látásmódja szerint az emberi természet-nagyjából-a nyelv, vagy az emberi közösség szerkezete és intézményei által megalkotott. A filozófia egyéb ágaihoz képest a posztmodernista a priori vagy örökölt értelmet az emberi létezésben ritkán keres, ehelyett az adott értelem elemzésére vagy bírálatára összpontosít, annak érdekében, hogy észszerűsítse vagy újjáépítse azt. Bármi, ami az „élet értelmére” emlékeztet, posztmodern értelemben, csak társadalmi és nyelvi keretben érthető, és a hatalmi rendszerek elkerüléseként kell követni, melyek a beszédbe és kölcsönhatásokba már beágyazódtak. A posztmodernista a nyelv megkötéseinek tudatosságát a korlátok elkerüléséhez szükségesnek tartja, de a különböző elméletek ennek a folyamatnak a természetéről különféleképp vélekednek: az értelem személyek általi gyökeres átalakításától (mint dekonstukcionizmus) az olyan elméletekig terjedően, melyekben az egyének a nyelv és közösség elsődleges kiterjesztései, valós önállóság nélkül (mint a poszt-strukturalizmusban). Összességében, a posztmodernista a mögöttes rendszerekben keresi az értelmet, melyek az értelmet létrehozzák vagy kiróják, nem mint a világ másodlagos tüneményszerű megjelenései.

#### Naturalista panteizmus
A naturalista panteizmus szerint az élet értelme a természettel és környezettel való törődés és gondoskodás.

#### Antropozófia
A Rudolf Steiner által létrehozott antropozófia szerint a létezés alapvetően a tudat fejlődésének van alávetve. Az antropozófia azokról a szellemi lényekről is beszél, amelyekről a vallások istenekként szólnak, és még e lények is folyamatos fejlődésen mennek keresztül. Eszerint az élet értelme: a fejlődés, mindenekelőtt szellemi, tudatállapotbéli fejlődés, de ez lelki és testi fejlődés nélkül nem megy. Voltaképpen az evolúció is ennek kísérő következménye. Azt nem lehet kijelenteni, hogy az emberi individuum földi életének ezen kívül is előre meghatározott értelme volna. Az ember saját maga adhat csak értelmet az individuális életének. Viszont ezt egy olyan környezetben és feltételek között kénytelen tenni, amelyben az embert a szellemi teremtői szabadságra és szeretetre rendelték. (A fejlődésben nincs olyan értelemben véletlen, ahogy erről az evolúció tanában beszélnek.) Eszerint a lelki-szellemi, morális fejlődés vezet majd el az emberi szabadsághoz, aminek elérésére az ember szükségszerű módon van alávetve. Ez azonban nem szabadságra való eleve elrendeltetés, mert a fejlődés jelenlegi korszakától, az emberi szabadság egyre intenzívebb kibontakozásának következtében az egyes ember sorozatban olyan döntéseket is hozhat, úgy rendezheti – részlegesen már szabadon – az életét, aminek következtében a szabadságot a földi fejlődés végére el fogja elérni. ,

## Kelet-Ázsiai filozófiák

### Motizmus
A motista filozófusok szerint az élet célja az egyetemleges, részrehajlás nélküli szeretet. A motizmus a részrehajlás nélküli gondoskodás filozófiáját támogatja – egy ember egyenlőképp kell hogy törődjön minden egyéb személlyel, független a jelenlegi kapcsolatuktól. Az embert a motista gondolkodásban a részrehajlás nélküli törődés kifejeződése teszi igazzá. A részrehajlás nélküliség pártolását más kínai filozófiai iskolák támadták, leginkább a konfuciánusok, akik úgy hitték, hogy a szeretet ugyan feltétel nélküli kell hogy legyen, viszont nem lehet válogatás nélküli. Például egy gyermeknek inkább a szüleit, mint véletlenszerű idegeneket szeressen.

### Konfucianizmus
A konfucianizmus a tudomány és oktatás szükségességének megfelelően elismeri az emberi természetet. Mivel az emberiséget pozitív és negatív behatások is érik, a konfuciánusok szerint a szoros kapcsolatokon és érvelésen, valamint a negatív hatás csökkentésén keresztül történő erény elérése a cél. A normális életen lévő hangsúly a tudós Tu Wei-Ming idézetéből is látszik, „a szokásos emberi létben ismerhetjük fel az élet végső értelmét.”

### Legizmus
A legista filozófia szerint az élet céljának megtalálása egy értelmetlen erőfeszítés. A legisták szerint csak a gyakorlati tudás értékelhető, különösképp mivel az az állam feladatához és teljesítményéhez köthető.

## Vallásos nézetek

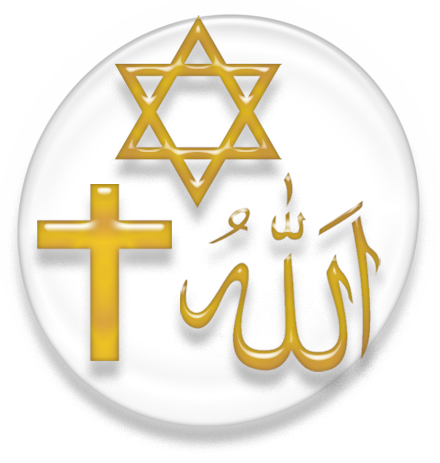
A három fő Ábrahámi vallás szimbólumai – Zsidóság, Kereszténység és Iszlám

Az élet értelmének vallásos nézetei azon ideológiák, melyek az életet külső, magától értetődő, nem pedig emberek által meghatározott céllal magyarázzák.
A nagy vallások kiemelkedése elmozdulást mutat a természettel való személyes kapcsolattól az áhítatosságra és a teljes üdvözülésre való összpontosítás felé. A keresztény, muszlim és szikh hitekben ez az Istennek való alávetettségben testesül meg: az üdvözülést nem az ember hozza létre személyesen tetteivel, hanem inkább az Istentől kapott kegynek a jelképe, melyet az Isteni parancsok szerinti élettel lehet elnyerni. Az élet értelmeként és céljaként ennek az üdvözülésnek az elnyerése jelent meg.
A keleti vallásokban, mint a buddhizmus és hinduizmus, szintén elmozdult az elsődleges figyelem a személyes felszabadulás felől a felszabadulás absztraktabb elméletei felé. Összességében ez a kor a szeretet és együttérzés eszményeit megnövelte és kiterjesztette, és az emberi szenvedés nagyobb szerepet kapott, mint a korábbi filozófiákban.
Minden ember tudatosan vagy tudatlanul boldogságra törekszik, olyan boldogságra amelyet nem szennyez be bánat és amely soha nem ér véget. Minél nagyobb boldogságra törekszik az étel-ital, szex, pénz, karrier, hatalom, anyagi javak stb. által.
Az ember határozott céllal érkezett e világra. A vallási iratok alapján az élet értelme nem az evés, ivás, szex, szaporodás, az anyagiak gyűjtögetése stb. Mindezek nagyon korlátolt és rövid ideig tartó boldogságot adnak. Van valami nagyszerű és fenséges ezeken túl: ott ragyog az öröklét üdvössége.
Az istenfélő ember vagy spirituális törekvő boldogsága nem az érzéki élvezetekből vagy anyagi javak birtoklásából származik, hanem örök üdvösségéből. Tudja, hogy a végső boldogság elérése nem lehetséges e rövid, küzdelmes földi létben.
A fő vallások alapján a földi élet célja a tökéletesség és a halhatatlanság vagy Isten elérése. E világ küzdőtér, ahol az egyén legyőzheti ördögi természetét és kifejezésre juttathatja a benne levő istenséget vagy szentséget. A földi lét a legjobb gyakorlótér az olyan erények kifejlesztésére, mint a könyörület, a megbocsátás, a tolerancia, az egyetemes szeretet és szolgálat, a nagylelkűség, irgalmasság, jótékonyság, nemesszívűség stb. Élj a világban, de ne légy világi! – erre szólítanak fel a legfontosabb vallási iratok.
Életünk mintegy harmadát alvással töltjük el, további jó része evéssel-ivással, beszélgetésekkel, munkával telik el. Gyermekkorunk a tudatlanság és a játék jegyében telik el. Ifjúként fennakadunk a nők/férfiak hálóján. Középkorúként a pénzkereset tölti ki időnk nagy részét. Öregkorunkban a betegségek és az aggodalom terhe alatt görnyedünk.
Az élet rövid. Az idő elillan. A vallások figyelmeztetnek minket, hogy ez az élet múlandó. Most kell időt szakítani az erényes tettekre és Isten iránti odaadásra. E világ rövid ideig tartó ünnepség. Egy rövid ideig tartó szappanbuborék. Egyedül jöttünk ide és egyedül kell távoznunk. Meztelenül jöttünk, meztelenül távozunk. Semmit nem viszünk ki e világból, csak a lelkünk tisztaságát vagy tisztátalanságát.
Ez élet próbaidő, mely letelte után visszahatás következik a tetteink függvényében. A vallások lényege az önzetlen szolgálat, a felebaráti szeretet és az emberi egyetértés. Az olyan vallás, amely nem késztet (embertársi) szeretetre és egységre, nem nevezhető igaz vallásnak.
A legtöbb ember az érzéki vágyainak kielégítésében és az anyagi dolgokban keres boldogságot.
Napjainkban a vagyonszerzési vágy és hajsza olyan erős, hogy maga alá gyűr mindent.
A pénz szolgálata gondokkal, küzdelmekkel és kimerítő munkával jár; de a legnagyobb fáradsággal összekuporgatott anyagi javak is csak időszakosak. Az istenfélő ember nem mulandó kincseket gyűjtöget, hanem jó cselekedetekben és szolgálatban oly kincseket halmoz fel Isten előtt, amely örökre javára válik. Minél több időt és energiát fordítunk az anyagi dolgok megszerzésére, annál kevesebb időnk marad embertársainkra, lelki fejlődésünkre, Isten szolgálatára.
Ha valaki a tárgyak megszerzéséért él és azokban keres boldogságot, az a valószínű, hogy előbb-utóbb boldogtalan lesz. A gazdagság gyakran csak fokozza a feszültséget és az aggodalmakat az ember életében.
Igazi boldogság nem anyagi javakból vagy státuszból származik. Sokan akik ezt elérték, igen magányos emberek. A boldogság titka a cselekvés, nem pedig a birtoklás. Az igazi boldogságot a belső, lelki béke, továbbá Isten örök törvényeivel és az emberekkel való harmonikus kapcsolat adja. Eggyé válni az isteni bölcsességgel nagyobb kincs, mint amit e világ kínál.
Aki az evés-ivásban keres örömöt, az önmagát teszi tönkre. A túlzott mennyiségű, illetve a nem megfelelő étel-ital egy önmérgezési folyamat, amely során testünk lassan, de biztosan mérgeződik. Amikor ezek a mérgek bejutnak a szervezetünkbe, akkor különféle betegségek, továbbá pesszimizmus és depresszió vesz erőt rajtunk. A legtöbb ember azt képzeli, hogy szakíthat Isten változatlan természeti törvényeivel. A ma embere azt hiszi, hogy áthághatja a Természet törvényeit – utána pedig rohan az orvoshoz, hogy az játssza ki e törvényeket és csodát tegyen vele. Az ember fegyelmezetlen táplálkozásával, italozásával és különböző mértéktelenségeivel élete jelentős részét betegségben éli, és sok ember jóval azelőtt meghal, mielőtt lehetséges élettartamának felét elérte volna. Nagyon sok ember nem tudja mi az igazi élet, csak vegetál e Földön. Testük annyira tele van mérgező anyagokkal, hogy az élet erőfeszítést jelent számukra. Kevesen ébrednek kipihenten, energikusan és tettre készen, hogy az életet élvezhessék. A Teremtő azt akarja, hogy mindannyian a természet egyszerű törvényei szerint éljünk. Ha követjük az ő akaratát, akkor új utak nyílnak meg számunkra egy magasabb rendű lét felé.
Az érzéki élet nem érdemes arra, hogy éljük. Az érzéki örömök olyanok, mint a méz, amelybe mérget kevertek. Kevés érzéki örömbe sok fájdalom vegyül. Az érzéki örömöket a jellembeli hiányosságok, bűnök, szenvedések, rossz szokások egész sora kíséri. Elmerülés az érzéki örömökbe tönkreteszi Isten iránti odaadásunkat és az embert a pokol mélyére taszítja.
Ha az ember életereje az érzékiség tevékenységeibe ömlik, legnagyobb része ezen a területen marad lekötve. Az emberben lakozó életerő – amelyet a szanszkrit nyelv
ódzsasz néven említ – egy és oszthatatlan, hiszen lényegileg az egy és oszthatatlan egyetemes erőhöz tartozik. Az erő csak átalakul, kifejezési formáit változtatja, de összegében ugyanaz marad. A szexuális erő óriási feszültségű, s ha az ember ezt fel tudja szabadítani, másfelé irányítja, akkor valóban mérhetetlen szellemi erővel rendelkezhet. A szellem óriásai, a nagy spirituális vezetők mind így tettek. Még köznapibb, anyagiasabb értelemben is igaz a tétel, például a versenyzők, hogy testi
kondíciójukat biztosítsák, legalább az edzés idejében próbálnak önmegtartóztató életet élni. A gyönyör és az élvezet két különböző dolog. Ha valakinek a belső, spirituális élet a fontos, akkor gyönyörhöz jut. Ha valaki a hétköznapi emberi életet szereti, abból rövid ideig tartó élvezeteket meríthet. Az élvezetet csüggedés követi, mert az élvezetben nincs maradandó beteljesülés. A gyönyör azonban önmagában is mindent beteljesítő. Ehhez a gyönyörhöz csak az istenivel, a belső lényünkkel való spirituális egyesülésből juthatunk. Ha élvezetet akarunk, akkor a férfi és nő egyesülése egy darabig elég. De ha gyönyört akarunk, ami a halhatatlanság, a halhatatlan üdvösség nektárja, akkor a spirituális ösvényre kell lépnünk, és ki kell alakítanunk az ember és Isten közötti mennyei egységet. A hedonista romlott ember, aki teljesen elmerül az érzéki örömökben, s számára az élvezet lesz az élet egyedüli célja. Az istenfélő vagy spirituális ember a földi életet a magasabbra jutás eszközeként használja fel. Őt kevésbé érintik meg életének körülményei, és győztesként éli életét, míg a hedonista elvész az élvezetekben.
A világi élet tele van szomorúsággal, fájdalommal és kötöttségekkel. Tele van hiányosságokkal, gyengeségekkel és korlátokkal. Tele van gyűlölettel, féltékenységgel, önzéssel, hűtlenséggel, aggódással, betegségekkel, becstelenséggel, kétszínűséggel, késhegyre menő versengéssel, veszekedéssel, háborúval, csalódottsággal, kegyetlenséggel, kizsákmányolással, nyugtalansággal. Minden tárgyat és dolgot egy kis képzelt öröm von be, amely olyan mint a vékony aranyozás. A földi élet valójában csillogó látszat. A cukorbevonat alatt gyakran keserű kinin található. A világi élet illuzórikus, rövid és átmeneti. A vége csupán por.
Az élet valódi célja visszatérni a forráshoz, amelyből mindnyájan származunk. Az élet célja az önmegvalósítás, a szentség vagy tökéletesség elérése: a végtelen élet és boldogság elérése véges életünk legmagasabb rendű célja.
A vallások felszólítanak, hogy élj egyszerű, szerény életet! Ne azért élj, hogy egyél, hanem azért egyél, hogy élj! Ne irigykedj! Ne rágalmazz! Ne mondj valótlant! Ne csalj! Ne légy rosszindulatú! Így mindig vidám és boldog leszel. A becsületesség és belső tisztaság az élet törvénye.
Tanulmányozd a szent emberek életét és meríts belőlük inspirációt! Gyakorold a jószívűséget, az adakozást, a kedves beszédet, a szolgálatban élt életet, a tisztánlátást, a részrehajlástól való mentességet, és az életed áldott lesz.
Élj szigorú életet! Minden napra úgy tekints, mintha az utolsó lenne, és használj ki minden órát hasznosan! Engedd, hogy életed az Úrnak tett szüntelen felajánlás legyen! Élj a jelenben! Felejtsd el a múltat! Barátkozz össze a szomszédokkal, az emberekkel, az állatokkal, a fákkal, a virágokkal stb.! Így lesz mindent felölelő, tökéletes, gazdag és teljes az életed. Ekkor ismered fel majd az élet egységét, amely aligha írható le szavakkal. Személyesen kell átélni!
A szent iratok tanítása alapján az élet sója az önzetlen szolgálat, az élet kenyere pedig az egyetemes szeretet. Nem élünk teljes életet, ha nem értjük meg a földi élet célját, ha nem vagyunk képesek szeretni az embereket. Az élet titka Isten szeretetében és az emberiség szolgálatában rejlik. Az isteni hatalom életadó erőként kell hogy rajtunk átáramoljon. Az örök, kozmikus törvényeket betartva, szolgálnunk, szeretnünk, adakoznunk, imádkoznunk-meditálnunk kell, tisztán és egyszerűen élnünk és akkor az utunk a végtelen üdvösség birodalmába vezet.
Ihletet és áldást kell vinnünk azok életébe, akik kapcsolatba lépnek velünk. Békét és harmóniát teremtenünk a széthúzás, viszálykodás és megosztás helyett. Keresnünk a lehetőséget a szolgálatra. A szolgálat Isten imádása. Istent a saját teremtményein keresztül lehet legjobban szeretni és imádni. Minél több szeretetet adunk másoknak, annál több szeretetet kapunk majd tőlük vissza. Minél több erőt fektetünk mások szolgálatába, annál több isteni energia áramlik felénk. Isten örök és változatlan törvényeit betartva már e földön erősek, egészségesek, szabadok, boldogok és békések leszünk.

### Nyugati vallások

#### Kereszténység
Noha a kereszténység a zsidóságban gyökerezik és sok mindenben osztozik az utóbbi ontológiájával, alapvető hittételei Jézus Krisztus Újszövetségben leírt tanításain alapulnak. A kereszténységben – a többi világvalláshoz hasonlóan – az élet célja elérni az üdvösséget, ami ezen vallás alapján Isten kegyelmén és Krisztus megváltásán keresztül valósulhat meg. Az ember feladata, hogy e földi létben szentelje önmagát teljes egészében Isten szolgálatának, illetve hogy erejéből telhetően materializálja a Földön mindazt, ami a Mennyben van. A keresztény ember soha nem felejtheti el, hogy Isten országát kell építenie. Ha minden ember megtenné a rá eső részt, akkor ez már megvalósult volna.
Az embereket úgy küldték a Földre, mint munkásokat a műhelybe vagy a szántóföldre, ám zömük nem törődik ezzel, és munka helyett szórakozással töltik idejüket. Tevékenységük teljes egészében az egyéni siker, a pénz, a kényelem és a dicsőség megszerzésére korlátozódik. Az ember a vágyainak és szükségleteinek a rabszolgája lett. Napról napra többet termel és kiéhezettségében ráveti magát a termelt „javakra”, de soha nem lakik jól velük. Az ember itt a földi életben akar minél nagyobb kényelmet és minél több élvezetet az egyszer élünk elv alapján. Lényének mélyében szakadás következik be, sőt állandó harcban van embertársai ellen; mindenki a maga hasznát akarja lefölözni és azt megtartani, hogy élvezhesse. Az embernek meg kell találnia az életének igazi értelmét, mert különben pusztulásra ítéli saját magát.
Jézus egy egész más utat mutat. Az ember a világban való érvényesülésről beszél, Ő azt mondja: a kereszt útján érvényesülsz. Mi hatni akarunk a világra, Ő azt mondja: légy az utolsó. Mi hatalomról szólunk, Ő azt mondja: légy gyermekké és alázatossá. Mi gazdagságról beszélünk, Ő azt mondja: jegyezd el magad a szegénységgel. Jézus tanítása alapján az emberi élet célja nem az, hogy anyagi síkon érjen el sikereket. A siker múlékony és a földi élet rövid. Mi, – ahogy e világba jöttünk, – meztelenül és nincstelenül távozunk innen, majd tetteink után számadással tartozunk.
Példázatában az ember elégedetten mondja magának: Van annyid, hogy sok évig elég! Pihenj, egyél, igyál, s élj jól!
– „Ám Isten így szól hozzá: Bolond, még az éjjel visszakérik tőled lelkedet és kié lesz akkor mindaz, amit felhalmoztál? – Így jár az, aki vagyont halmoz fel magának, ahelyett, hogy az Istenben gazdagodnék.” 
Az evangéliumok számos példabeszéde említi a munkásokat, és azt, hogy mi vagyunk ezek a munkások. 

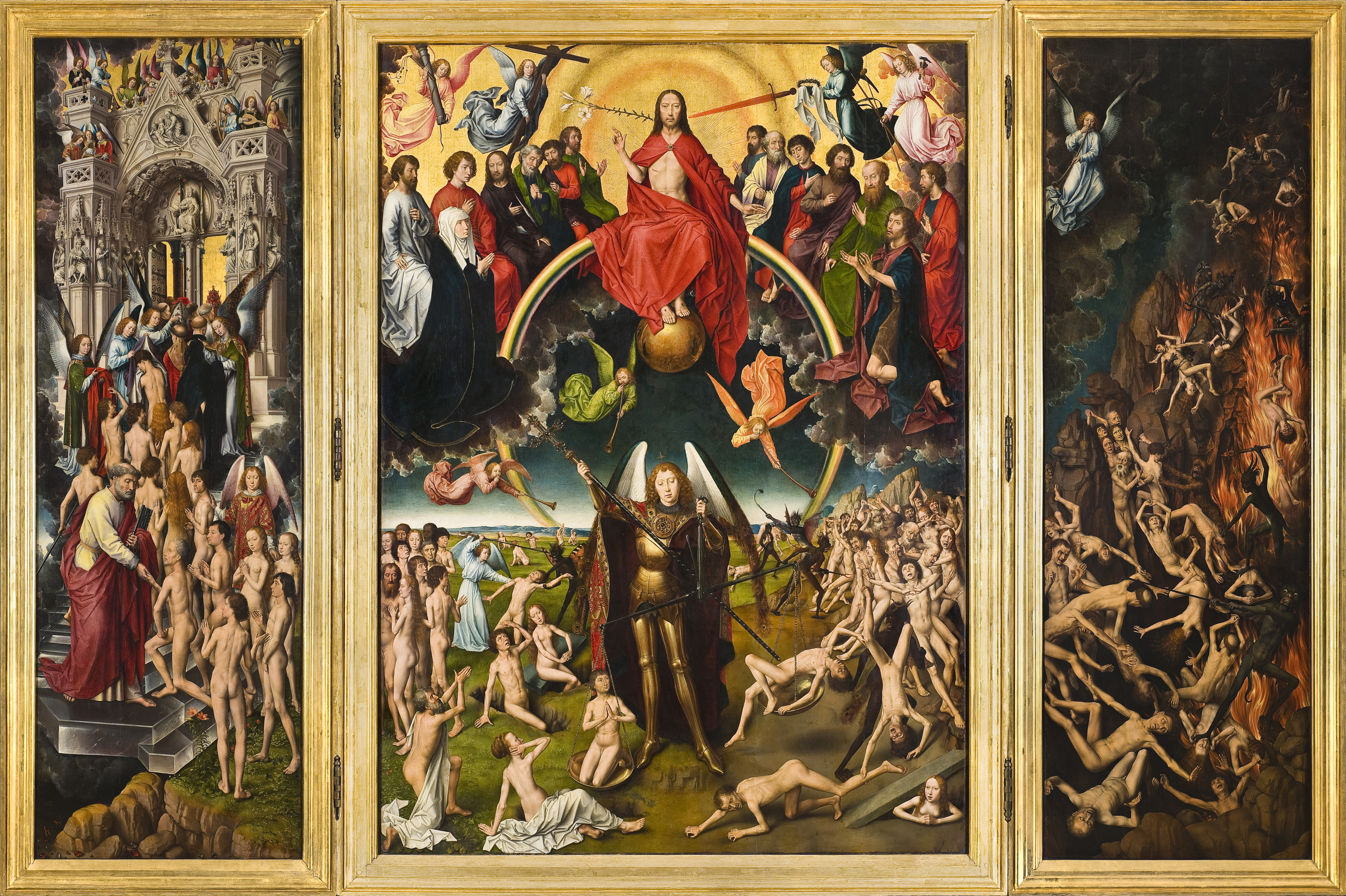
Hans Memling: Az Utolsó ítélet Mihály arkangyalt ábrázolja, aki megméri a lelkeket és a kárhozottakat a pokolba irányítja.

„Amikor pedig az Emberfia eljön az ő dicsőségében, és vele az angyalok mind, akkor odaül dicsősége trónjára. Összegyűjtenek eléje minden népet, ő pedig elválasztja őket egymástól, ahogyan a pásztor elválasztja a juhokat a kecskéktől. „Akkor így szól a király a jobb keze felől állókhoz: Jöjjetek, Atyám áldottai, örököljétek a világ kezdete óta számotokra elkészített országot. Mert éheztem, és ennem adtatok, szomjaztam, és innom adtatok, jövevény voltam, és befogadtatok, mezítelen voltam, és felruháztatok, beteg voltam, és meglátogattatok, börtönben voltam, és eljöttetek hozzám. Akkor így válaszolnak neki az igazak: Uram, mikor láttunk téged éhezni, hogy enned adtunk volna, vagy szomjazni, hogy innod adtunk volna? Mikor láttunk jövevénynek, hogy befogadtunk volna, vagy mezítelennek, hogy felruháztunk volna? Mikor láttunk betegen vagy börtönben, hogy elmentünk volna hozzád? A király így felel majd nekik: Bizony, mondom néktek, amikor megtettétek ezeket akárcsak eggyel is a legkisebb atyámfiai közül, velem tettétek meg.” „Akkor szól a bal keze felől állókhoz is: Menjetek előlem, átkozottak, az ördögnek és angyalainak elkészített örök tűzre. Mert éheztem, és nem adtatok ennem, szomjaztam, és nem adtatok innom, jövevény voltam, és nem fogadtatok be, mezítelen voltam, és nem ruháztatok fel, beteg voltam, börtönben voltam, és nem látogattatok meg. Akkor ezek is így válaszolnak neki: Uram, mikor láttunk téged éhezni vagy szomjazni, jövevénynek vagy mezítelennek, betegen vagy börtönben, amikor nem szolgáltunk neked? Akkor így felel nekik: Bizony, mondom néktek, amikor nem tettétek meg ezeket eggyel a legkisebbek közül, velem nem tettétek meg. És ezek elmennek az örök büntetésre, az igazak pedig az örök életre.” 
Az embernek már e földön tökéletessé kell válnia, aki teljesen megszabadult önző énjétől, kívánságaitól, és magába fogadta Istent. Pál apostol írta: 
Ne szabjátok magatokat e világhoz, hanem alakuljatok át gondolkodástok megújulásával, hogy fölismerjétek, mi az Isten akarata, mi a helyes, mi kedves neki.
A Westminster Kiskátéban az első kérdés: „Mi a fő célja az Embernek?”. A válasz: „Az ember fő célja, hogy dicsőítse Istent, és örökké imádja.” Istennek szüksége van a kinyilatkoztatott erkölcsi törvénynek való engedelmességre, mely ezt mondja: „Szeresd a te Uradat, Istenedet teljes szívedből, teljes lelkedből és teljes elmédből; és felebarátod, mint önmagad.” A Baltimori Káté azt a kérdést válaszolja meg, hogy „Miért teremtett téged az Isten?” „Isten azért teremtett, hogy megismerjem, szeressem és szolgáljam őt ebben a világban, és hogy örökké boldog legyek vele a mennyországban.”

##### Mormonizmus
Az Utolsó Napok Szentjeinek Jézus Krisztus Egyháza (Mormonok) tanítása szerint a földi élet értelme hogy tudást és tapasztalatot szerezzünk. A mormonok szerint Isten, az Atya először lélekként teremtette meg az embereket, a tökéletesség felé haladás lehetőségével. A földi élet ebben a fejlődésben alapvető állapot – ahol a fizikai test, a választás szabadságával együtt ideális környezetet teremt a tanulásnak és fejlődésnek. Ádám bűnbe esése szükséges lépés volt mivel csak a halandóságban rejlő ellentét segítségével tudja az emberiség megkülönböztetni a jót és a rosszat. (Mózes első könyve 3:22, 2 Nephi 2:11). Isten útmutatást ad a halandóknak, hogyan válasszanak jó és gonosz között a kiválasztott próféták megnyilatkozása segítségével. Az útmutatásban megtalálható a bűnbánat, mint élethosszig tartó fejlődési folyamat, a bűn elhagyásával és a hibákból tanulás által az emberiség folyamatosan jobb választásokat hoz. A folyamat során a megkeresztelt emberek heti rendszeres sákramentumokkal segítségül hívják Krisztus bűnhődésének tisztító erejét (Lukács 22:17-20). A bűnhődés tisztító ereje által válnak a halandók méltóvá, hogy visszatérjenek az Atyához, ahol a halandóság által nyert bölcsességre építkezhetnek (A Tan és a szövetségek 130:18-19) és egyúttal teljesíthetik a végső céljukat, ami az örömmel való teljesség elérése Isten dicsőségének öröksége (Rómaiak 8:16-17, Galáciaiak 4:7) – más szavakkal, intelligenciája által (A Tan és a szövetségek 93:36; 50:24).

#### Iszlám
Az iszlám vallásban az emberi élet értelme Allah szolgálata és örömének elérése.
A legfontosabb feladat a teremtő Allah (Isten) imádása a Koránban megfogalmazott isteni utasításokhoz és a próféták hagyományaihoz ragaszkodva. A legtöbb koránfordítás 51:56 szakaszában az utolsó szó „imádás”nak van fordítva, de az „abadon” szó Allah akaratának követését jelenti (NEM imádását). Ez azért fontos, mert Allah akarata nem csak az Őt való imádást jelenti; az emberiséghez hasonló viszonyulás ugyanolyan fontos. Az iszlám öt oszlopa minden muszlimra kiterjedő kötelezettség.
A földi élet egy próbaidő, amely meghatározza az egyén túlvilági életét, hogy a Jannat-ba (Paradicsom) vagy a Jahannam-ba (Pokol) kerül-e.
Allah elégedettségéhez, a Korán szerint, minden muszlimnak kötelessége Istenben, kinyilatkoztatásaiban, az angyalaiban, prófétáiban és az ítélet napjában hinni. A Korán a teremtés célját a következőképp fogalmazza meg: „Áldott legyen az, kinek a kezében van az uralom, Ő mindenre Képes. Aki megteremtette a halált és az életet, hogy próbára tegyen titeket, melyikőtök cselekszik jobban. Ő a Legyőzhetetlen, a Felettébb Megbocsátó.” (Korán 67:1–2) és „A dzsinneket és az embereket azért teremtettem, hogy Engem szolgáljanak.” (Korán 51:56) Az engedelmesség kifejeződik Isten egységes hatalmában, neveiben és jelzőiben. A földi lét egy teszt; ahogyan cselekszünk (viselkedünk), meghatározza, hogy a lelkünk a Jannat-ba (Mennyország) vagy Jahannam-ba (Pokol) kerül.
A kalámok közti hiedelmek különbözőek. A szunniták eleve elrendeltetésről alkotott képe az isteni elrendelés, míg a Shiia az isteni igazságot fogadja el, a szúfik ezoterikus nézetei szerint az univerzum csak az Isten örömére jött létre, a teremtés egy nagy játék, ahol Allah a legnagyobb nyeremény.

#### Bahá'i hit

A kőgyűrű jel az emberiség Istennel való kapcsolatát szimbolizálja

A Bahá'i vallás az emberiség egységességét hangsúlyozza. A Bahá'i-ok szerint az élet értelme a szellemi növekedésre és az emberiség szolgálatára összpontosít. Az emberi lények valójában szellemi lények. Az emberek anyagi világban zajló élete kiterjeszti a növekedésnek, az isteni jellemzők és erények fejlesztésének lehetőségeit, és ehhez Isten prófétáit küldte.

#### Judaizmus
A zsidó világképben az élet értelme az élet felmagasztalásában rejlik, mind ebben a világban ('Olam HaZeh) és az eljövendő világban ('Olam HaBa) is. Az élet felmagasztalásának legfontosabb útja a "mitzvot" (Isteni parancsolatok a Tórában) megtartása, melyek közül a legfontosabb az Izráel Egy Istenének szolgálata és felkészülés az eljövendő világra. A zsidó vallásban Isten nem befolyásolt vagy jutalmazott imádás által, de az embernek használ az Istenhez való közel kerülés az imádságok és a szív szolgálata által, kihozván a benne rejlő szent és isteni természetet. A Tóra, egyéb fontos értékei mellett követi az igazság, könyörület, béke, jóság, kemény munka, jólét, alázatosság és tanulás elveit. Az "Olam Haba" tanítása az egyén lelki felmagasztalásáról szól, mely által az Istenhez kapcsolódunk és készülünk az "Olam Haba"-ra; A zsidó gondolkodás az "Olam Hazeh"t (evilágot) használja önmaga felemeléséhez. Az "Al shlosha devarim," a Pirkei Avot egy ismert Mishnahja a szóbeli törvény egyik első tanítására, Simeon az igazságosra vonatkozik, amely ezt mondja: "a Föld három dolgora épül: a Tórára, a könyörületességre, és a szerető jóság cselekedeteire." Ez az elképzelés magyarázza továbbá a zsidók gondolkodásmódját mindennek az értelmével kapcsolatban.
A zsidók legfontosabb vonása az egyedülálló, örök, páratlan, egy, oszthatatlan, abszolút létező imádása, aki a világegyetemet teremtette és uralkodik felette. Az Izrael Egy Istenével való közelség, és a Tórában a Föld javára kinyilatkoztatott törvényekhez való ragaszkodás a zsidóság központi elképzelése. A hagyományos zsidó felfogás szerint az Isten frigyre lépett a zsidó emberekkel a Sínai hegyen, a Tórában található törvényeinek és parancsolatainak kinyilatkoztatásával. A rabbi zsidóságnak a Tóra írott Pentateuch (Tóra) és szóbeli hagyományos törvényekből (később átírva szentírásnak) áll.
Kabbalisztikus szempontból, az élet értelme az Egy Istenhez való kapcsolódás. Kabbala rögzíti, hogy csak Isten létezik, habár a "Klipot" (héjak/test) elválaszt Isten szentségétől, ezért az élet értelme ezeknek a héjaknak az eltávolítása és kapcsolódás Istenhez.

#### Zoroasztrianizmus
A zoroasztrianizmus egy a prófétája, Zarathustra után elnevezett vallás, melyről feltételezik, hogy a zsidó hitvilágot és az abból származó vallásokat befolyásolta. A zoroasztriánusok szerint az Univerzumot egy transzcendens Isten, Ahura Mazda teremtette, akihez minden imádat feltétel nélkül irányul. Ahura Mazda teremtése az asha, igazság és rend, és az antitézissel, druj, hazugsággal, rendezetlenséggel ellentétben áll. (Lásd még Zoroasztriánus eszkatológia).
Amióta az emberiség a szabad akaratot gyakorolja, az embereknek felelősséget kell vállalni az erkölcsi döntéseikért. A szabad akarat által az embereknek tevőlegesen kell résztvenniük az egyetemes konfliktusok kezelésében, helyes gondolatokkal, jó szavakkal és cselekedetekkel, a boldogság eléréséhez és a káosz távol tartásához.

### Dél-Ázsiai vallások

#### Hindu filozófiák
A hinduizmus sokféle hiedelem és tradíció együttese. Mivel a hinduizmus az értelmes élet egyfajta kifejezése volt hosszú időn keresztül, külön vallássá történő átnevezése előtt, a hindu tanítások mellékes és kiegészítő jelleggel bírtak természetükből adódóan, általában nem kizárólagosan, ösztönző és elfogadó tartalommal. A hívők szerint az átman (szellem, lélek) – az ember igazi énje- örök. Ez részben azokból a hindu hiedelmekből fakad, hogy a szellemi fejlődés több életen keresztül zajlik, és a céloknak az egyén fejlettségi állapotának kell megfelelnie. Négy lehetséges célja van az emberi életnek: .
- Kāma – az élet szépségeinek mértéktartó élvezete; ami nem keverendő össze a kicsapongással
- Artha – a jólét, boldogulás, haszonszerzés; a világban való ténykedés tárgyai
- Dharma – a kozmikus rend, amelyet a becsületesség, kötelesség, erkölcsösség; a társadalmi és vallási előírások betartása valósít meg
- Móksa – a végső cél: megszabadulás az örök létforgatagtól (szanszára)

"Mindenki azzal tölti az idejét a világban, hogy eszik, iszik, alszik, élvez, dolgozik, fél, vagy éppen védi magát... aztán meghal. De ez nem nevezhető valódi életnek. A valódi élet azt jelenti, hogy valami örök érvényűt alkotunk. Ha valaki valami örök érvényűt tud létrehozni az örök élettel kapcsolatban, az örökké tartó eredményben részesülhet."  (Szvámi Sríla B. Sz. Góvinda) 
 "Az élet célja az önmegvalósítás, Isten megismerése, de a mai embereknek fogalmuk sincs erről. A modern társadalmat vakok és bolondok vezetik. Az ún. tudósok, filozófusok, vezetők nem ismerik az élet valódi célját. Az emberek is vakok, így hát az a helyzet állt elő, hogy vak vezet világtalant. Ha meg akarjuk érteni az élet célját, egy önmegvalósított személyhez kell fordulnunk... 
 Az önmegvalósított ember jellemzői benne vannak a Bhagavad-gítában. Ő nem sajnálkozik és nem vágyakozik. Egyenlő (együtt érző) minden élőlénnyel szemben, legyen az ember, állat, bármilyen élőlény." Srila Prabhupáda 
Az élőlény eredetileg lelki lény, de amikor arra vágyik, hogy élvezze ezt az anyagi világot, lejön e világba. Először emberi testbe kerül, de alantas tettei mitatt fokozatosan az alacsonyabb létformákba süllyed – állati és növényi fajokba. A fokozatos fejlődés során ismét emberi testet kap, és egy újabb lehetőséget kap, hogy kiszabaduljon (móksa) a lélekvándorlás folyamatából.
 Az élet egyetlen célja az önmegvalósítás, az abszolút szabadság elérése. Az ember életének célja az, hogy feltárja és kinyilvánítsa az örökké benne lakozó istenséget. Az élet célja az, hogy az elkülönült személyiség minden érzetét levetkőzzük és feloldódjunk az Úrban. A végtelen élet elérése véges életünk legmagasabb rendű célja. (Szvámi Sivánanda) 
A hinduizmus minden tanában az élet értelme össze van kötve a karmával (okozati cselekvés), szamszárával (a születés és újjászületés ciklusa), és a móksával (megszabadulás). A létet mint az átman (a nyugati lélek fogalmához hasonló) több életen át való vándorlását képzelik el, és végső céljának a karmától való megszabadulást tekintik. Az élet részletes céljai általában megtalálhatók a jógákban (tevékenységek) vagy dharmában (helyes életmód), amelyek célja a még kedvezőbb újjászületések elérése, bár ezek ugyanolyan előnyös cselekedetek a jelenlegi életben is. A hagyományos hinduista iskolák gyakran imádják a Devákat, akik Ísvara megtestesülései (személyes vagy választott Isten); ezek a Devák ideális formák, akikkel azonosulhatnak, mint szellemi fejlődési formák.
Röviden, a cél az egyén alapvető igazságának felismerése. Ez a tanítás adódik tovább a Mahāvākyasban ("Tat Tvam Asi", "Aham Brahmāsmi", "Prajñānam Brahma" és "Ayam Ātmā Brahma").

##### Advaita és Dvaita hinduizmus
A kései iskolák a Védákat átértelmezték, elsősorban a Brahmanra fókuszálva, "A Egy a Második nélkül", mint egy központi Isten-szerű alak.
A monista Advaita Védántában átman véglegesen megkülönböztethetetlen Brahmantól, és az élet célja annak ismerete vagy felismerése, hogy az átman (lélek) azonos Brahmannal. Az Upanisadoknál, ha valaki ismeri az átmant, mint a személy magját vagy önmagát, az ráismer as Brahmannal való azonosságra, és ezáltal elérheti a móksát (megszabadulás, szabadság).
A Dualista Dvaita Védántának és más bhakti iskoláknak is dualista szemléletű a megközelítése. Brahmant mint legfelsőbb lényt látják személyiséggel és megtestesült tulajdonságokkal. Az átman létezése Brahmantól függ; az élet értelme a moksa elérése Isten szeretete és kegyelme által.

##### Vaishnavizmus
A Vaisnavizmus a hinduizmus egy ága, amelyben az elsődleges hit Visnu vagy Nárájana azonosítása. Ez a hit szemben áll a Krisna-központú hagyományokkal, mint a Vallabha, Nimbaraka és Gaudiya, melyekben Krisna az Egy és Egyedüli Felsőrendű Isten és minden isteni természetű eszme földi megtestesülésének forrása.
A Vaishnava teológiában megtalálhatók a hinduizmus központi hiedelmei, a monoteizmus, reinkarnáció, szamszára, karma, és a különböző jóga rendszerek, külön kiemelve a Visnunak való odaadást (bhakti) a bhakti jóga által, Visnu neveinek gyakori éneklésével (bhajan) együtt, meditálva a megjelenésén (dharana), deity imádságot előadva (puja). A deity imádság gyakorlatai elsősorban a Pañcaratra, valamint különböző szamhiták szövegére hivatkoznak.
Egy ismert gondolkodói iskola, a Gaudiya Vaishnava tradíció, melynek alapítója Srí Krisna Csaitanja, a felfoghatatlan egyidejű egység és különbözőség elvét (Achintya Bheda Abheda) tanítja. Ebben Krisnát mint az egy igaz Istent dicsőítik, és minden élő dolgok örök részei és a felsőbb személyiségei Krisnának az Istenek Fejének. Így az élő dolgok alkotmányos helyzete az Úr szolgálata szeretettel és odaadással. Az emberi élet célja különösképp az evésről, alvásról, párosodásról alkotott állati módon való gondolkodás mögé látni, és megvédeni, valamint kapcsolódni a magasabb intelligenciához, hogy visszaállítsuk a kapcsolatot Krisnával.

#### Dzsainizmus
A dzsainizmus egy ősi Indiából eredő vallás, etikai rendszere az önfegyelmet támogatja mindenek felett. A Jina aszkétikus tanítását követve az ember eléri a megvilágosodást (tökéletes tudás). A dzsainizmus a világegyetemet élő és élettelen dolgokra osztja fel. Csak az élettelennek az élőhöz történő csatolásának van fájó eredménye. Ezért a boldogság önmagunk legyőzésének és a külső tárgyaktól való megszabadulásnak az eredménye. Az élet értelme így a fizikai test önmegvalósuláshoz és a boldogság eléréséhez való felhasználásának nevezhető.
A dzsainisták szerint minden ember felelős a cselekedeteiért, és minden élőlénynek van külső lelke, jivája. Minden lélek egyenlő, mivel mind megszabadulhat és elérheti a Moksát. A karma dzsainista nézete szerint minden cselekedet, minden szó, minden elgondolt folyamat, amellett, hogy látható vagy láthatatlan, transzcendens hatással van a lélekre.
A dzsainizmus szigorúan ragaszkodik az ahimsához (vagy ahinsā), az erőszakmentesség egy formájához, mely sokkal több, mint a vegetárianizmus. A dzsainisták elutasítanak minden élelmet, amely kegyetlenség árán készült. Sokan a vegánizmushoz hasonló életmódot folytatnak a modern tejüzemek erőszakossága miatt, és mások kihagyják a gyökérzöldségeket az étrendjükből azért, hogy azoknak a növényeknek az életét, amikből táplálkoznak, megtarthassák.

#### Buddhizmus

##### Korai buddhizmus
A buddhizmusban az emberi létezés egyik fő jellemzője a szenvedés (dukkha). Az örömnek különböző szintjei vannak – nem ugyanaz például, amit egy finom édesség elfogyasztása okoz és amit a szeretteinknek nyújtott segítség okoz (az utóbbi hatása sokkal tartósabb) – és a megvilágosodás eléréséhez a buddhizmus követői a Gautama Buddha által kijelölt nemes nyolcrétű ösvény gyakorlatait végzik. Igazi szenvedést a – tárgyi vagy nem tárgyi – dolgokhoz való ragaszkodás okoz, melyek újra meg újra megszületésre késztetnek a lét ciklusában. A buddhista szútrák és tantrák nem az "élet értelméről" vagy "az élet céljáról" szólnak, hanem az emberi életben rejlő lehetőségről, hogy a vágytól és a fogalmi ragaszkodásoktól való megszabadulás által véget vessen a szenvedésnek. A szenvedéstől emberi cselekedetek által lehet megszabadulni, a szenvedés okának megszüntetésével. Az "egykedvűség" (a tudatállapot, amelyben ugyanolyan együttérzés lakozik a gyakorlóban minden érző lény felé, legyen az közelálló ember, idegen vagy akár ellenség) elérése és tökéletesítése több szinten keresztül zajló folyamat, melynek végeredménye a nirvána. A nirvána a szenvedéstől és újjászületéstől való megszabadulást jelenti.
A théraváda buddhizmust a korai buddhizmus egyik iskolájának tartják, amely a vibhadzsjaváda (páli) egyik ága. A vibhadzsjaváda irányzat felfogása szerint, szó szerinti értelmezésben az "elemzés tanítása", a megérzésnek a vak hit helyett a törekvő egyén tapasztalataiból, kritikai vizsgálatából és érveléséből kell jönnie. Mindamellett, a théravádin hagyomány hangsúlyozza a bölcsek tanácsára való odafigyelést, figyelembe véve, hogy a tanácsok és az egyén tapasztalatainak ilyen formában történő értékelése kétfajta tesztet jelent, melyek alapján a gyakorlatok megítélhetők. A théravádin célja a szenvedésből való megszabadulás (vagy szabadság), a négy nemes igazság szerint. Ez a Nirvána, vagy a kioldozás elérésén keresztül valósítható meg, mely szintén lezárja a születés, öreg kor, betegség és halál ismételt ciklusait.

##### Mahájána buddhizmus
A mahájána tanítás alapját a pradnyápáramitá szútrák képezik, melyek kifejtik, miként gyakoroljon egy bodhiszattva, akit megkülönböztetnek azon alsóbbrendűnek nevezett gyakorlóktól (srávaka), akik pusztán önmaguk megszabadítására törekszenek (arhat).
A pradnyápáramitá szútrák tanításának középpontjában az üresség áll, mely kifejezés bár nem volt ismeretlen a nem mahájána iskolák előtt sem, itt új jelentésekkel bővült. Az üresség az önlét hiányát jelenti, vagyis hogy semmi sem létezik önmagában, saját erejénél fogva, hanem csak és kizárólag mások függvényében (függő keletkezés). De ez nem csak egy filozófiai tétel, hanem egy belső felismerés is. Az üresség felismerése az elme kötetlenségét, ragaszkodástól mentességét foglalja magában, addig a szintig, hogy az ürességhez sem ragaszkodik. Ez a szabadság teszi lehetővé a bodhiszattva számára, hogy minden helyzetben képes legyen a lények megszabadítása érdekében cselekedni.
Indiában a mahájána tanítások értelmezésének két fő irányzata jött létre, az egyik a madhjamaka, a másik a jógácsára. A madhjamaka iskola az ürességet elsősorban a nyelv felől közelíti meg, azt mondva, hogy a tévedés, a tudatlanság gyökere a fogalmainkhoz való ragaszkodás, mert a szavak keltik azt a látszatot, mintha a dolgok önálló létezők lennének. Módszere az, hogy érvelés útján cáfolja a nézeteket oly módon, hogy rávilágít azok önellentmondásosságára, miközben saját állítást nem tesz vele szemben. A nézetek ilyentén megsemmisítésével mutatja meg az ürességet, ami minden nézet elhagyása. A jógácsára iskola az ürességet az elme működésének vizsgálatával mutatja meg, kimutatva azt, hogy minden csupán egy észlelet. Bármilyen tapasztalatról is legyen szó, az mindig az elmében megjelenő élmény, ezért nincsen semmi azon túl. Ezt a szemléletet az álom hasonlatával világítják meg, miszerint miképp az álom valóságosnak tűnik, úgy az, amit a hétköznapokban valódinak gondolunk, csupán az elmében zajló folyamatok. Minthogy pedig a tapasztalatoknak nincs valódi alapja, ezért üresek.

#### Szikhizmus
A monoteista szikh vallást Guru Nanak Dev hozta létre, a "szikh" olyan tanulót jelent, akinek a követői az életüket az örök tanulásnak szentelik. Ez a vallásos filozófiai rendszer és kifejezés hagyományosan mint Gurmat (szó szerint "a guruk tanácsa") vagy a szikh Dharmaként közismert. A szikhizmus követőit felszentelik a tíz szikh guru, vagy megvilágosult vezető, valamint a különböző szocio-gazdasági és vallásos háttérrel rendelkező filozófusok munkáit tartalmazó Gurū Granth Sāhib című szent iratok tanításának követésére.
A szikh guruk szerint az üdvözülést különféle lelki utakon keresztül lehet elérni, így a szikheknek nincs egyedüli üdvözülése: "az Úr mindenkinek a szívében lakik, és minden szív külön úton éri el Őt." A szikhek hite szerint minden ember egyaránt fontos Isten előtt. A szikhek az erkölcsi és lelki értékeiket kiegészítik a tudás keresésével, és a békés és egyenlőséget hirdető élet elősegítése valamint a jócselekedetek is céljaik közt találhatók.
A szikhizmus alap megkülönböztető sajátossága a nem-antropomorf Istenfelfogás, Istent mint a Világegyetemet magát képzeli el (panteizmus). A szikhizmus ezáltal az életet mint ennek az Istennek a megértésének, valamint a minden egyénben rejlő örökkévalóság felfedezésének a lehetőséget látja. Amíg Isten teljes megértése meghaladja az emberi lényeket, Nanak szerint Isten nem teljesen megismerhetetlen, és azt hangsúlyozza, hogy Istent az emberi teremtés "belső szemén", vagy "szívén" keresztül kell látni: a hívőknek meditálniuk kell a megvilágosodás és a szikhek végső állomása felé tartó úton, mely az én teljes elvesztését jelenti az Úr szeretetében, és a végén beleolvadnak a mindenható teremtőbe. Nanak hangsúlyozza a meditáción keresztüli megnyilatkozást, mivel az Isten és az emberi lények közötti párbeszéd létét annak szigorú alkalmazása engedi meg.

### Kelet-Ázsiai vallások

#### Taoizmus

A Taijitu a jin és jang közötti ellentétek egységét szimbolizálja.

A taoista kozmológia minden érző lélek és minden ember eredetbe való visszatérését, vagy a Világegyetem egységével való összekapcsolódásának szükségességét hangsúlyozza az önművelés és önfelismerés segítségével. A végső igazságot minden hívőnek meg kell ismernie és összhangba kell kerülnie vele.
A taoista hit szerint minden dolog a tajcsitól és Taotól származik, és az élet értelme a hívők számára a létezés ideiglenes természetének a felismerése. "Csak az önelemzés segíthet életünk legbelső céljának megtalálásában ... a legegyszerűbb válasz itt, bennünk rejlik."

#### Sintó

Sintó torii, hagyományos japán kapu

A sintó Japán ősi vallása. A sintó jelentése "az út kamiba", még pontosabban úgy értelmezhető, hogy "az isteni keresztút, ahol a kami kiválasztja saját útját". Az "isteni" keresztút az egész univerzum isteni szellemét fejezi ki. A szabad akarat megalapozásával az út kiválasztása az élet kreatív folyamatát jelenti.
A sintó az élő életet akarja, nem a halált. A sintó tanok szerint a halál szennyeződés, és az életet mint olyan birodalmat szemléli, ahol az isteni szellem a megtisztulást keresi az igazságteljes önfejlesztéssel. Sintó az ember egyéni életét a Földön örökre szeretné meghosszabbítani, mely az isteni szellem tárgyiasult személyiségének legmagasabb formákban történő megőrzésének győzelmét jelenti. A világban jelen lévő gonosz a sintó elképzelések szerint nem gyengíti az isteni természetet azáltal, hogy felelőssé teszi azt az emberi szenvedéstől való megszabadulásért, annak visszautasítása által. A szenvedések az életben az isteni szellem szenvedései a tárgyiasult világ keresésében való előrehaladás során.

#### Új vallások
Sok új vallási irányzat van Kelet-Ázsiában, némelyik több millió követővel: chondogyo, tenrikjó, cao đài és szeicso-no-jie. Az új vallásoknak jellemzően egyéni magyarázataik vannak az élet értelmére vonatkozóan. A tenrikyoban például az egyén örömteli élete olyan tevékenységekben való részvétel által érhető el, melyek önmagának és másoknak is boldogságot okoznak.

## Tudományos vizsgálat és nézőpontok

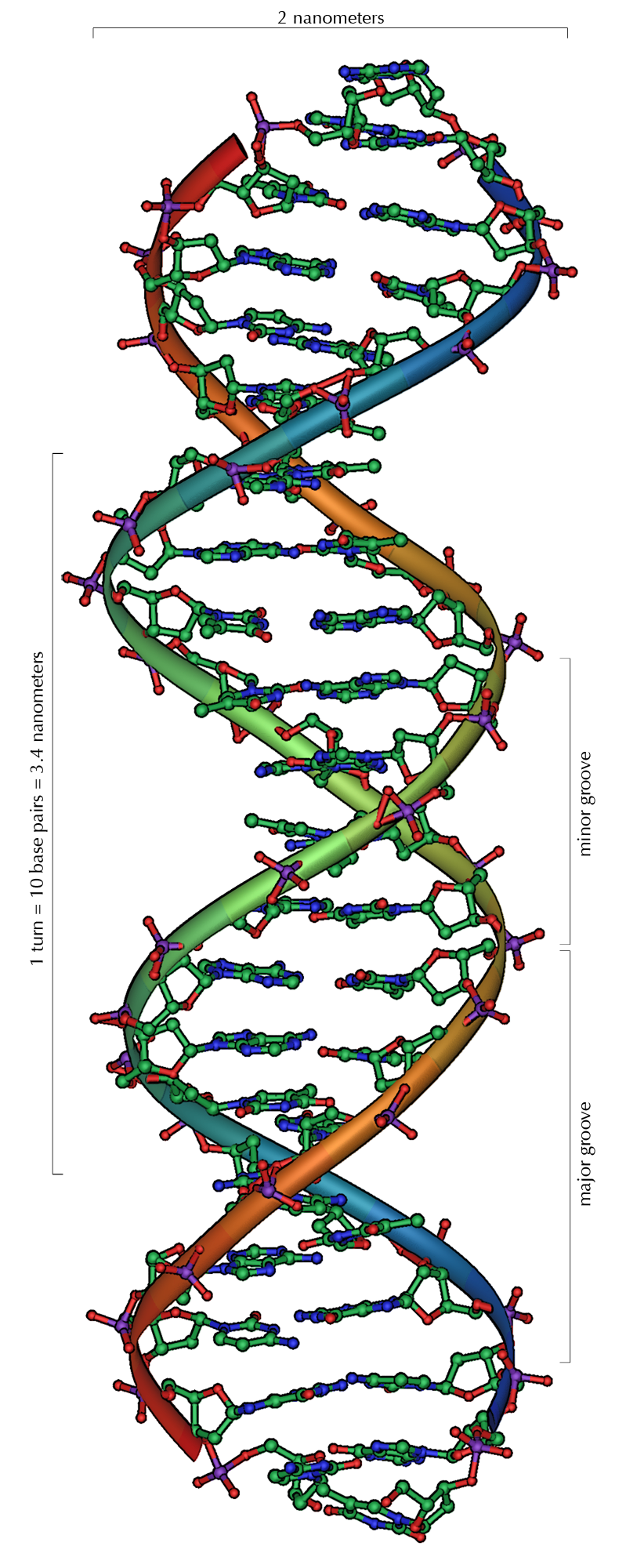
DNS, az alkotórész amely tartalmazza a genetikai információkat az eddig ismert összes élő organizmus fejlődéséhez és működéséhez

Az, hogy a leíró tudomány rávilágíthat olyan leíró tételekre, mint például az élet értelme, nagymértékben vitatott a tudományos és tudományfilozófikus körökben. Mindazonáltal a tudomány összefüggéseket nyújthat, és keretet állít a témához kapcsolódó párbeszédeknek.

### Pszichológiai jelentőség és érték az életben
Nem biztos, hogy a tudomány képes lesz megmondani, minek van lényegi értéke az életben, mégis néhány tanulmány hasonló kérdéseket feszeget: a pozitív pszichológia (és, korábban és kevésbé szigorúan, a humanista pszichológia) kutatói olyan tényezőket vizsgálnak, amelyek elégedettséghez vezetnek az életben, a tevékenységekben történő teljes részvételt/folyamot, a személy erősségeinek felhasználásával való teljesebb hozzájárulást, és hogy az értelem alapja az önmagunk felett álló dolgokba történő befektetés.
A szociálpszichológusok által javasolt, széles körben terrormenedzsment-elméletnek nevezett értékrendszer megállapítja, hogy minden emberi értelem a haláltól való alapvető félelemből eredeztethető, mely szerint akkor történik értékválasztás, ha az segít elmenekülni a halál emlékeztetőitől.
Az ideggyógyászat elméletei a jutalmazás, öröm és motiváció fizikai megjelenését vizsgálják, mint például az ingerület átvitelt, különösen a limbikus rendszerben és a ventrális tegmentális területen. Ha valaki az élet értelmét az örömök maximalizálásában látja, akkor ezek az elméletek leírják, mit kell tenni annak eléréséhez.
A szociológia az értéket a közösség szintjén vizsgálja, olyan elméleteket használva mint az értékelmélet, a normák, törvénytelenségek stb.

### A biológiai élet eredete és természete
Az abiogenezis pontos működése ismeretlen: jelentős elméletei az RNS világ hipotézis (RNS alapú szaporulat) és a vas-kén világ elmélet (gének nélküli anyagcsere). Az evolúció elmélete nem az élet eredetének magyarázatát kísérli meghatározni, hanem azt a folyamatot vizsgálja, melynek során különböző életformák az idők során fejlődtek, genetikai mutációk és természetes kiválasztódás során. A 20. század végén az evolúció génközpontú szemlélete során gyűjtött tapasztalatok alapján biológusok, többek között George C. Williams, Richard Dawkins, David Haig arra a következtetésre jutottak, hogy amennyiben van elsődleges funkciója az életnek, az a DNS átörökítése és az egyén génjeinek a túlélése.
Igaz, hogy a tudósok már alaposan megvizsgálták a Földi életet, az élet fogalmának egyetemleges meghatározása azonban még mindig várat magára.
Fizikailag elmondható, hogy az élet "a negatív entrópiából táplálkozik" amely arra a folyamatra vonatkozik, melynek segítségével az élő szervezetek csökkentik a belső entrópiájukat, a környezetből felvett energia felhasználásával. A biológusok véleménye általában egyezik arról, hogy az életformák önszabályozó rendszerek, a rendezett állapot fenntartásához szabályozzák belső környezetüket, amelyhez az anyagcsere szolgálja az energiát, és az élet számára a szaporodás teszi lehetővé, hogy több generáción átívelően folytatódjon. Az élő szervezetek jellemzően reagálnak az ingerekre, és a genetikai információ generációról generációra változik annak érdekében, hogy az evolúció segítse az alkalmazkodást, és ezek a jellegzetességek optimalizálják a túlélés esélyét az egyes élőlények és az utódaik számára.
A sejtnélküli, szaporodó ágensek, elsősorban vírusok, általában nem tekinthetők élőlényeknek, mivel nem képesek "független" szaporodásra vagy anyagcserére. Ez ugyanakkor problémás, hiszen néhány parazita és endoszimbionta szintén képtelen az önálló életre.
Az asztrobiológia vizsgálja a különböző életformák lehetőségét más bolygókon, mint például a DNS nélkül szaporodó struktúrákat.

### A Világegyetem eredete és végzete

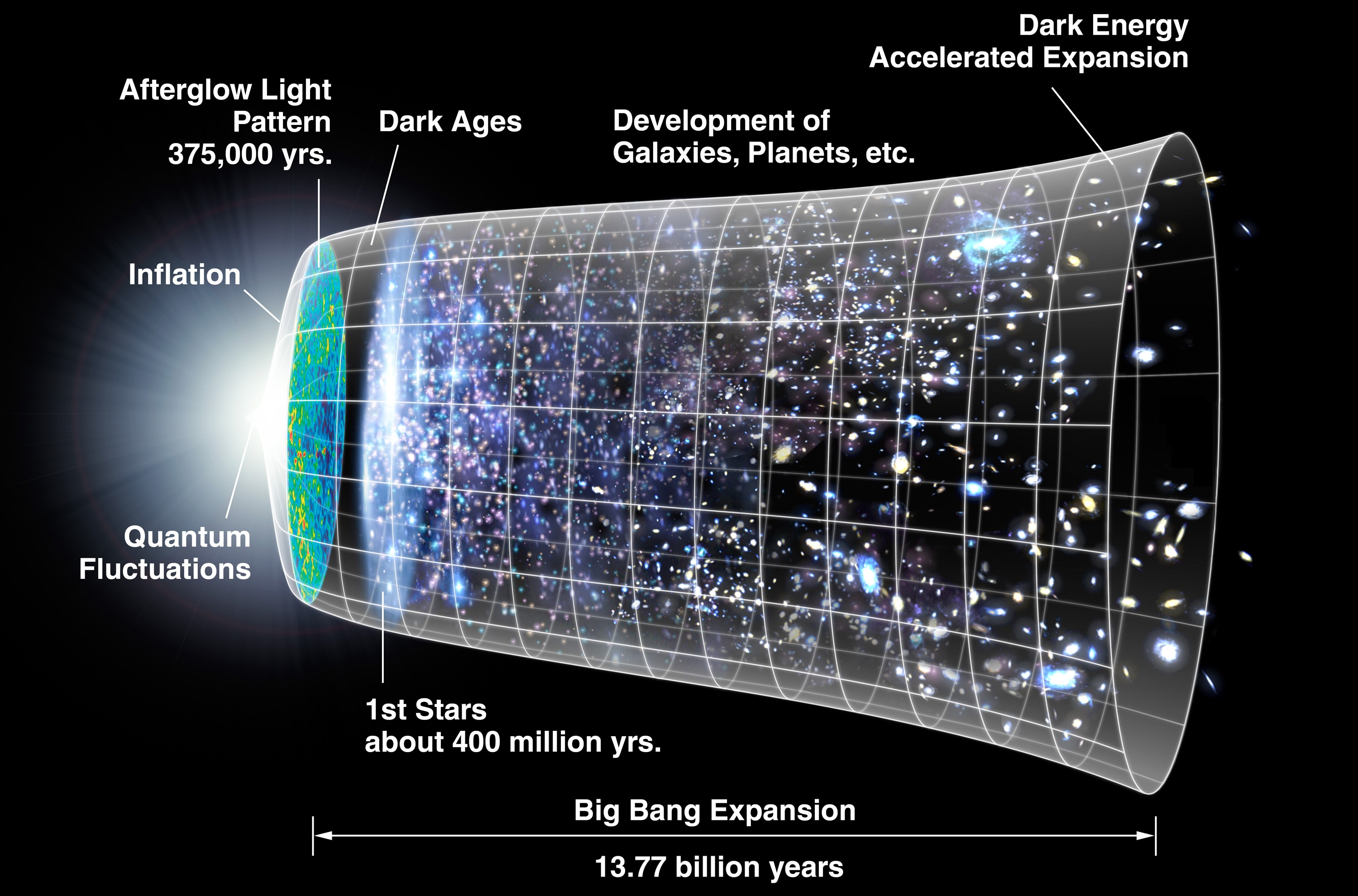
A tér metrikus tágulása. A felfúvódás kora a kiterjedés balra a metrikus tenzornál. (NASA kép, 2006)

Annak ellenére, hogy az ősrobbanás elméletét kétkedve fogadták bemutatásakor, részben a vallásos teremtéshez való kapcsolata miatt, több független megfigyeléssel jól alátámasztott modellé vált.
Mindazonáltal a jelenlegi fizika a korai univerzumot csak az ősrobbanás utáni 10−43 másodperctől kezdődően tudja leírni (ahol a nulla időpont végtelen hőmérséklettel párosul); a kvantumgravitációs elméletben ennél tovább kellene visszamenni. Sok fizikus elmélkedik arról is, mi előzhette meg ezt a pillanatot, és hogy jött működésbe az univerzum. Néhány fizikus úgy gondolja, hogy az ősrobbanás véletlen egyidejűleg történt, és az antropikus elv figyelembe vételével, többször utalnak a multiverzum létezésére.
Nem számít azonban, hogy az univerzum hogyan jött létre, az emberiség ebben az univerzumban végzete szerint kudarcra ítéltetett – még ha meg is éri azt a kort, a biológiai lét végül fenntarthatatlanná válik, legyen az egy nagy megfagyás, nagy felhasadás vagy nagy roppanás következménye. Úgy tűnhet, hogy az örök túlélés egyetlen esélye az energia folyásának kozmikus méretű irányítása és az univerzum végzetének megváltoztatása.

### Tudományos kérdések az elmével kapcsolatban
A tudat valós természete és eredete valamint maga az elme is széles körben vitatottak. Az értelmezési hézagot általában a tudat problémakörével azonosítják, és a szabad akarat is alapvető fontosságú. Ezek a témakörök legtöbbször a kognitív tudomány területein, a neurológiában és az elme filozófiájában jelennek meg, habár néhány evolúciós biológus és elméleti fizikus többször említést tesz a tárgyhoz kapcsolódóan.

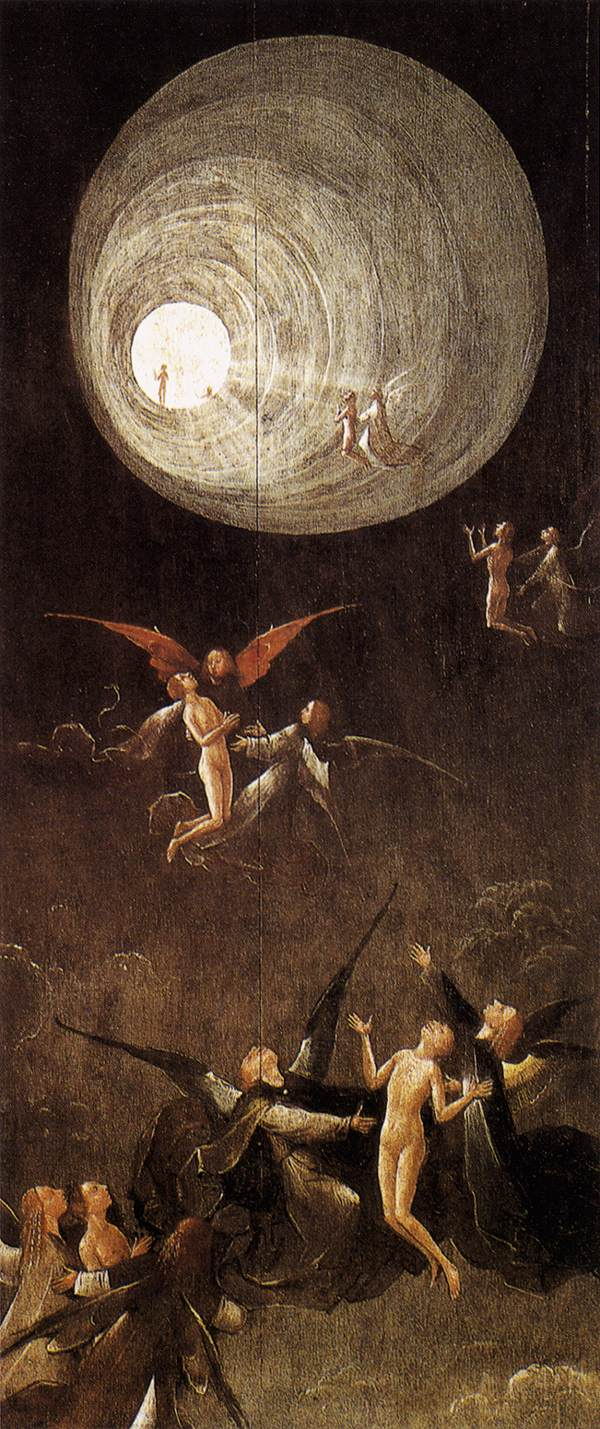
Hieronymus Bosch A lélek mennybe jutása egy fényes alagutat és spirituális figurákat ábrázol, melyet több elemzés nevez halálközeli állapotnak

A redukcionisták és kirekesztő materialisták például a többszörös vázlatos modellel közelítik a kérdést, úgy tartják, hogy a tudatosság megmagyarázható az idegtudománnyal, az agy és a neuronok működésén keresztül, így kötődve a biológiai naturalizmushoz.
Néhány tudós, mint például Andrei Linde, azt vizsgálta, hogy a tudat ugyanúgy, mint a téridő, rendelkezik saját belső szabadságfokkal, és az egyén észlelései annyira valóságosak (vagy még valóságosabbak), mint a fizikai objektumok.
A tudattal és a téridővel kapcsolatos hipotézisek a "tudatos összetevők terének" leírásával magyarázzák a tudatot, amely gyakran magába foglal több extra dimenziót is. A tudat elektromagnetikus elméletei azzal oldják meg a tudatosság összekötési problémáját, hogy az az agy által generált elektromágneses tér aktuális hordozója a tudatos érzékelésnek, nincs azonban megegyezés egy ilyen elmélet alkalmazásáról a tudat egyéb működéseinél. A kvantum tudat elméletek a kvantum elméletet használják fel a tudat bizonyos tulajdonságainak leírásához.
A szabad akarat folyamatának magyarázatakor a kvantum jelenség egy népszerű alternatíva a determinizmus mellett, az ilyen alaptételek a szabad akaratot változatos módon kapcsolhatják a kvantum hullámzáshoz, kvantum erősítéshez, kvantum potenciálhoz és kvantum valószínűséghez.
Az elme nem-materialisztikus tételeire alapozva néhányan felvetették a kozmikus tudat létezését, azt állítva, hogy a tudatosság lényegében "minden létezés alapja".
A nézőpont támogatói a paranormális jelenségre, elsősorban az extraszenzoros érzékelésre és a szellemi erőkre hivatkoznak, bizonyítékként a testen kívüli magasabb tudatosságra. Annak reményében, hogy a jelenség létezését bebizonyítsák, parapszichológusok többféle kísérletet végeztek.
Ezen kísérletek metaelemzései azt mutatják, hogy a hatás mérete (habár nagyon kicsi) viszonylag állandó, így egy általános statisztikai szignifikanciát eredményezve. Habár néhány kritikai elemző úgy véli, hogy a parapszichológiai tanulmány tudományos, mégsem elégedettek azok kísérleti eredményeivel. Szkeptikus bírálók vitatkoznak, hogy a nyilvánvalóan sikeres eredmények inkább a hanyag eljárásoknak, valamint a gyengén képzett kutatóknak, metodológiai hibáknak tudhatók be, semmint valós hatásoknak.

## A populáris kultúrában

Charles Allan Gilbert Minden hiábavalóság, példa a hiábavalóságra, egy fiatal nőt ábrázol, ahogy tükörképét bámulja egy tükörben, viszont az egész úgy van beállítva, hogy a kép egy emberi koponyát jelenít meg.

Az élet rejtélye és értelme sokszor visszatérő téma a populáris kultúrában, szerepel a tömegmédiában és különböző művészeti formákban.
Douglas Adams népszerű nevettető könyvében, filmjében, televíziós és rádiós sorozatában, a Galaxis útikalauz stopposoknakban a válasz az életre, a világmindenségre, meg mindenre egy szám: "42", egy hatalmas szuperszámítógép, Bölcs Elme hét és fél millió éves kalkulációjának eredményeképp. Amikor a válasz zavart és haragot kelt a megalkotókban, Bölcs Elme megmagyarázza, "hogy őszinte legyek, a probléma szerintem abban rejlik, hogy magatok sem tudjátok, mi a kérdés."
A könyv folytatásában a kérdés Bob Dylan egyik számára változott "Hány utat kell egy férfinak bejárni, mielőtt férfinak hívod őt." A Vendéglő a világ végén résznél megállapítja, hogy a kérdés 6x9. Mivel 6 x 9 = 54 a 10-es számrendszerben, és 42 a 13-asban, ami az író, Adams szerint teljesen váratlan meglepetés.

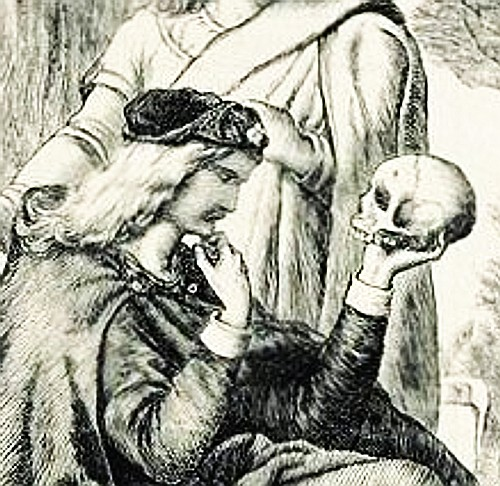
Hamlet Yorick koponyájával

Monty Python – Az élet értelmében több hivatkozás is van az élet értelmére. A film végén a Michael Palin által játszott karakter kapta az "élet értelmét" tartalmazó levelet, amit kinyitva felolvas a közönségnek: "Hát, semmi nagyon különleges. Uh, próbálj meg kedves lenni az emberekkel, ne egyél zsírosat, mindig olvass egy jó könyvet, sétálj egy kicsit, és próbálj meg békében és harmóniában élni minden hit és nemzet embereivel." Több másik Python idézet és dal is exisztenciális természetű, megkérdőjelezve az élet fontosságának hangsúlyozását ("Mindig az élet napos oldalát nézd") és egyéb az-élet-értelme szerű felvetéseket. John Cleese-nek is megvan a szit-kom karaktere, Basil Waczak aki a saját létezésének jelentéktelenségén elmélkedik a Waczak szállóban.
A Simpson család "Homer az eretnek" epizódjában Isten megszemélyesítője beleegyezik, hogy elmondja Homernak, mi az élet értelme, de mihelyst elkezdi mondani, hogy mi az, a stáblista elkezd pörögni.

## Populáris nézetek
„Mi az élet értelme?” – sok ember kérdezi ezt meg magától élete során, gyakran úgy, hogy „Mi az élet célja?” Itt következik néhány gyakori életcél, amit az emberek választanak, és elképzelések arról, hogy mi az élet célja:

### Megvalósítani a személyes lehetőségeket és ideálokat
- Kergetni az álmokat.[6]
Megélni az álmainkat.[146]
- Olyanra fordítani, ami halálunk utáni is tovább él.[147]
- Tartalommal bírni: számítani, valamiért kiállni, valami különlegeset alkotni, amiért éltél.[147]
- Kiterjeszteni életünk lehetőségeit[146]
- Azzá válni, aki mindig is lenni szerettem volna.[148]
- Önmagunk legjobb verziójává válni.[149]
- A boldogságot[150][151] és jólétet keresni.[7]
- Igazi hiteles emberi lényként élni.[152]
- Önmagunk egészét adni érzelmeinkben, munkákban és hiedelmeinkben.[147]
- Követni végzetünket.[153][154][155]
- Az az emberi szellem virágzását, az eudaimoniát elérni.[156]
- A lehető legteljesebb életet élni.[149]
- A végzeted alakítani.[157]
- Az élet játékát játszani, és győzni, vagy veszíteni, vagy a legvégén, a végzetben elmerülni.
- A saját realitásod megvalósítani.[158]

### A biológiai tökéletesség elérése
- Túlélni[159] /olyan sokáig élni ameddig csak lehet[160]/ a halhatatlanság kergetése (tudományos eszközökkel is).[161]
Örökké élni,[161] vagy a halál kitolása.[162]
- Fejlődni[163][164] valami többé.[165]
- A legharmónikusabb állapotba fejlődni.[6]
- Replikálódni, reprodukálódni.[6] "A minden sejt megkétszereződésének 'álma'".[166][167][168][169]
- Termékenynek lenni, szaporodni, sokasodni.[170](Genezis 1:28)

### A bölcsesség és tudás kutatása

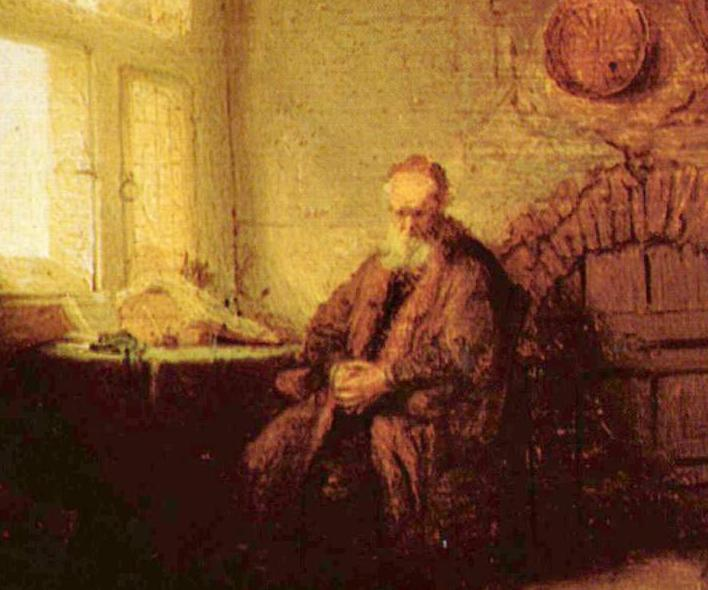
Rembrandt Meditáló filozófusa (részlet)

- A világról alkotott képen szélesíteni.[146]
- A jelek követése és a kijáraton keresztül távozni.[171]
- Annyi dolgot tanulni az életben, amennyit csak lehet.[172]
Annyit tudni annyi dologról, amennyit és amennyiről csak lehet.[173]
- A bölcsesség és a tudás kutatása, szellemi harmónia, elkerülni a tudatlanságtól való szenvedést és megtalálni a boldogságot.[174]
- Szembe nézni félelmeinkkel és elfogadni a leckéket amelyeket az élet kínál számunkra.[153]
- Megtalálni az élet értelmét.[175]
Megtalálni az élet célját.[176]
Az élet okának megtalálása.[177]
- A valóság természetének megismerésével az elme egyensúlytalanságát megoldani.[178]

### A jót, a helyeset cselekedni
- A világot egy jobb helyként hagyjuk hátra, mint ahogy mi találtuk.[6]
Hozd ki magadból a legjobbat, tégy mindent jobbá, mint amilyennek találtad.[6]
- Segíteni másokon.[12]
- Többet adni mint amennyit kapsz.[6]
- Megszüntetni a szenvedést.[179][180][181]
- Egyenlőséget létrehozni.[182][183][184]
- Ellenszegülni a zsarnokságnak.[185]
- Megosztani vagyonunk.[186][187]
- Bőkezűnek lenni.[188][189]
- Mások jólétéhez és szellemiségéhez hozzájárulni.[190]
- Segíteni másokon,[7][189] egymásnak segíteni.[191]
Minden alkalmat megragadni, hogy az itteni utad során másoknak segíhessél.[6]
- Kreatívnak és innovatívnak lenni.[190]
- Megbocsátani.[6]
Elfogadni az érzelemkitöréseket és megbocsátani azoknak.[192]
- Őszintének lenni érzelmeinkben.[147]
- Felelősséget vállalni.[147]
- Becsületesnek lenni.[147]
- A békét keresni.[147]

### A valláshoz kapcsolódó értelmek

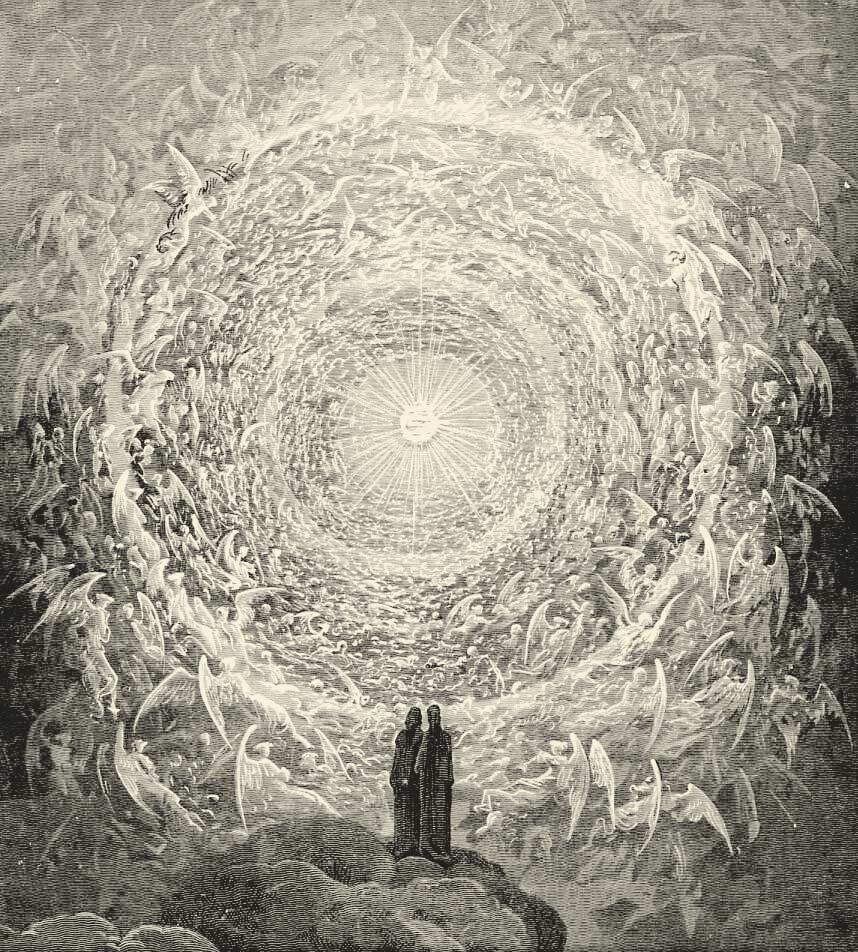
Dante és Beatrice Istent mint angyalokkal körülvett pontszerű fényt látja; Gustave Doré Isteni színjátékhoz készült illusztrációján

- A földi élet egy próbaidő, amelyen keresztül bizonyíthatjuk, hogy méltóak vagyunk az örök életre. Isten a lelkünket testtel vette körül és a földre helyezett minket, hogy ez idő alatt bizonyítsuk az Ő iránti hűségünket.[193] A vallási és felekezeti eltérések ellenére az erkölcsi tanítások ugyanazok. Isten hangja még az ateista embernél is megjelenik annak lelkiismeretén keresztül.
- A legmagasabb mennyország elérése és az Istenség szívébe kerülni.[194]
- Tiszta lelkűnek lenni, megtapasztalni Istent.[147]
- Megérteni Isteni titkait.[153]
- Ismerni Isten rejtélyét.[195]
- Ismerni Istent vagy egyesülni vele.[195][196]
- Ismerni magad, ismerni másokat és ismerni a mennyek akaratát.[197]
- Valami nagyobb, nagyszerűbb, rajtunk túlmutatót szeretni, valamit, amit nem mi alkottunk, aminek ereje van valami olyan megalkotásához, mely nem érzékelhető és szent a belé vetett mély hitünk által.[6]
- Istent[195] és minden teremtményét szeretni.[198]
- Istent magasztalni örök imádata által.[199]
- Jézus Krisztus új tanainak megteremtése.
- Igazságosan cselekedni, szeretni a könyörületességet, és Istennel szerényen járni.
- Gyümölcsözni és megsokszorozódni.[170]
- Elnyerni a szabadságot.
- A Földet megtölteni és uralkodni felette.[170]
- Az örök élet („Az pedig az örök élet, hogy megismerjenek téged, az egyedül igaz Istent, és a kit elküldtél, a Jézus Krisztust.”)[200]

### Szeretni, érezni, élvezni az életet
- Szeretni és még tovább szeretni.[6]
- Szeretni azokat, akik a legtöbbet jelentik számunkra. Minden élet, amit megérintesz, viszonozni fogja az érintést.[6]
- Felhalmozni minden élvezhető érzéket amit csak lehet.[6]
- A szépséget keresni minden formájában.[6]
- Jól érezni magunkat és élvezni az életet.[153][190]
- Az élvezeteket keresni[147] és elkerülni a fájdalmat.[201]
- Könyörületesnek lenni.[147]
- Mások könnyei és fájdalma által haladni, és szeretettel, könyörülettel megpróbálni segíteni rajtuk.[6]
- Úgy szeretni másokat, ahogy csak tudjuk.[6]

### Keresni az élvezeteket
- Enni, inni és megházasodni.[202]

### Hatalmat szerezni, jobbá válni
- Versengeni a hatalomért és a felsőbbrendűségért.[201]
- Uralni a világot.[154]
- Ismerni és irányítani a világot.[203][204]
- Ismerni és irányítani a természetet.[205]

### Az életnek nincs értelme
- Az életnek és az ember létezésének nincs valódi értelme vagy célja, mert az emberi létezése, létrejötte a véletlen következménye a természetben, és bármi, ami a véletlen következtében létezik, nem rendelkezhet céllal.[178]
- Az életnek nincs értelme, de mi emberek megpróbálhatunk értelmet vagy célt társítani hozzá, hogy azzal igazoljuk létezésünket.[6]
- Az életnek nincs értelme, és pontosan ez az, ami ezt olyan különlegessé teszi.[6]
- Az életnek van értelme, bizonytalan, hogy mi, de valaminek csak lennie kell.[206][forrás?]

### Nem kell az élet értelmének ismeretét és megértését keresni
- A válasz az élet értelmére túl mély ahhoz, hogy lehetséges legyen megismerni és megérteni.[178]
- Soha nem fogsz élni, ha állandóan az élet értelmét keresed.[6]
- Az életnek akkor van értelme, ha elfelejtkezünk az élet értelmének kereséséről.[6]
- A legjobb csak élni és nem aggódni, hogy mi ennek az értelme.[7]

### Az élet rossz
- Az élet egy rossz dolog és a végén meghalsz.[148]
- A legjobb lenne nem lenni.[207]
  - Lásd még Búcsú a könnyektől

## Fordítás
Ez a szócikk részben vagy egészben  a   Meaning of life című angol Wikipédia-szócikk fordításán alapul.  Az eredeti cikk szerkesztőit annak laptörténete sorolja fel. Ez a jelzés csupán a megfogalmazás eredetét és a szerzői jogokat jelzi, nem szolgál a cikkben szereplő információk forrásmegjelöléseként.